# Phalsbourg
Phalsbourg (en allemand : Pfalzburg) est une commune française située dans le département de la Moselle, en région Grand Est.
Cette commune se trouve dans la région historique de Lorraine et fait partie du pays de Sarrebourg.
Ses habitants sont appelés les Phalsbourgeois.

## Géographie

Représentations cartographiques de la commune
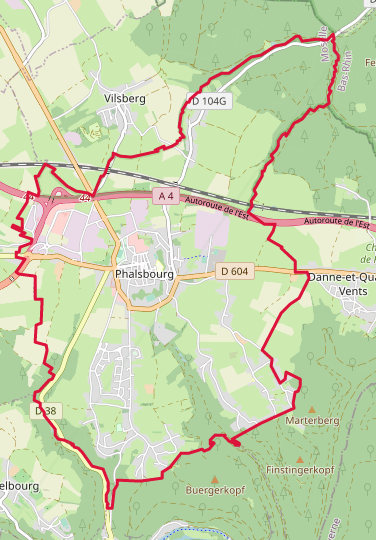
Carte OpenStreetMap.
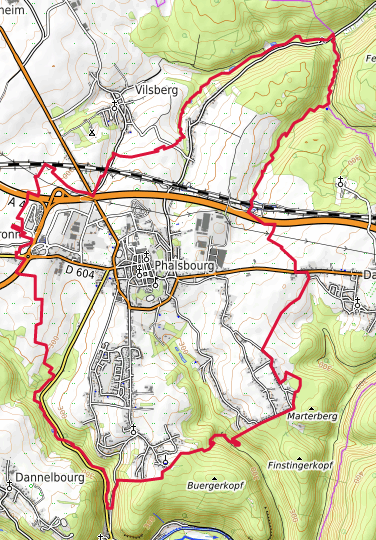
Carte topographique.

### Localisation
Ville d'environ 4 800 habitants, fondée en 1570 par le comte palatin Georges-Jean de Palatinat-Veldenz à qui elle doit son nom, cédée au duc de Lorraine en 1590 puis, à l'époque de l'occupation Française, fortifiée par Vauban, Phalsbourg, annexée par la France en 1661, se situe à la frontière de la Lorraine et de l'Alsace.
Linguistiquement la commune est coupée en deux : étant à l'ouest en zone francique et à l'est en zone alémanique.
Phalsbourg est distante de 42 km de Strasbourg, de 80 km de Nancy, de 88 km de Metz et de 360 km de Paris (distance orthodromique).

### Communes limitrophes
Les communes limitrophes sont  Danne-et-Quatre-Vents, Dannelbourg, Eckartswiller, Lutzelbourg, Mittelbronn et Vilsberg.

### Géologie et relief
La commune se compose de 367,65 hectares de territoires artificialisés (27,94 %), 712,42 hectares de territoires agricoles (54,14 %) et 235,74 hectares de forêts et milieux semi-naturels (17,91 %).
Espaces naturels :
- Sept espaces protégés hors Natura 2000 :

Prairie oligotrophe (drei ackerfeld),
Prairie oligotrophe (drei ackerfeld)  - parcelle en maitrise d'usage,
Vosges Du Nord. Réserve de Biosphère, zone tampon,
Moselle sud. Réserve de Biosphère, zone tampon,
Vosges Du Nord. Réserve de Biosphère, zone de transition,
Moselle sud. Réserve de Biosphère, zone de transition,
Vosges Du Nord. Parc naturel régional des Vosges du Nord/
- Une zone naturelle d'intérêt écologique, faunistique et floristique (Znieff) :

Vosges moyennes.
Phalsbourg fait partie du parc naturel régional des Vosges du Nord et de la réserve de biosphère transfrontalière des Vosges du Nord-Pfälzerwald.

### Sismicité
Commune située dans une zone de sismicité 3 modérée.

### Hydrographie et les eaux souterraines
Hydrogéologie et climatologie : Système d’information pour la gestion des eaux souterraines du bassin Rhin-Meuse :
Territoire communal : Occupation du sol (Corinne Land Cover); Cours d'eau (BD Carthage),
Géologie : Carte géologique; Coupes géologiques et techniques,
 Hydrogéologie : Masses d'eau souterraine; BD Lisa; Cartes piézométriques.
La commune est située dans le bassin versant du Rhin au sein du bassin Rhin-Meuse. Elle est drainée par le ruisseau le Nesselbach, le ruisseau Charbonnerie, le ruisseau de Brunnenthal, le ruisseau Fond de Fouquet et le ruisseau Hesselgraben.

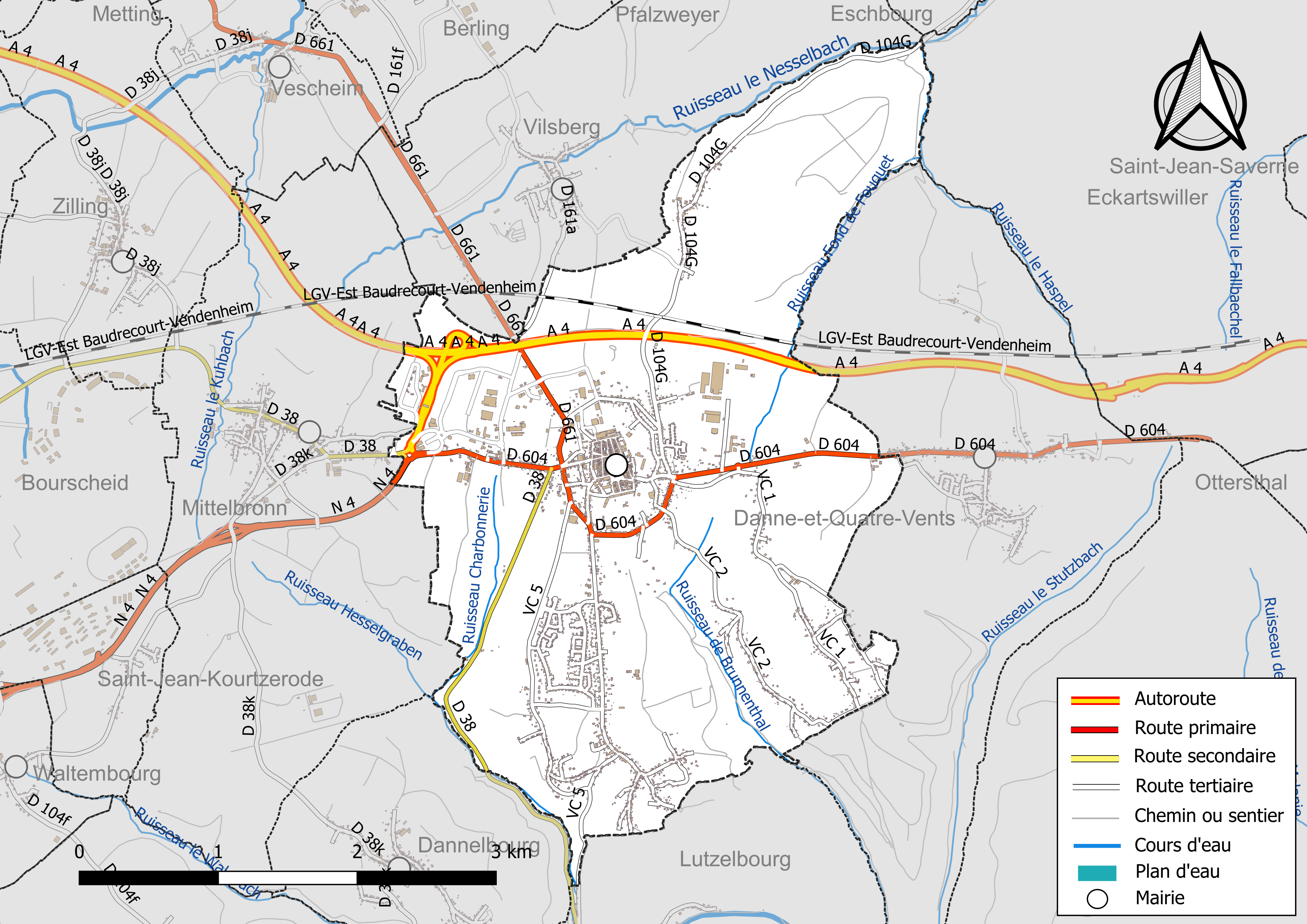
Réseaux hydrographique et routier de Phalsbourg.

### Climat
Pour des articles plus généraux, voir Climat du Grand Est et Climat de la Moselle.
En 2010, le climat de la commune est de type climat des marges montargnardes, selon une étude du Centre national de la recherche scientifique s'appuyant sur une série de données couvrant la période 1971-2000. En 2020, Météo-France publie une typologie des climats de la France métropolitaine dans laquelle la commune est exposée à un climat semi-continental et est dans la région climatique  Vosges, caractérisée par une pluviométrie très élevée (1 500 à 2 000 mm/an) en toutes saisons et un hiver rude (moins de 1 °C). 
Pour la période 1971-2000, la température annuelle moyenne est de 9,6 °C, avec une amplitude thermique annuelle de 17,3 °C. Le cumul annuel moyen de précipitations est de 942 mm, avec 12 jours de précipitations en janvier et 10,5 jours en juillet. Pour la période 1991-2020, la température moyenne annuelle observée sur la station météorologique de Météo-France la plus proche, « Phalsbourg_sapc », sur la commune de Danne-et-Quatre-Vents à 3 km à vol d'oiseau, est de 10,4 °C et le cumul annuel moyen de précipitations est de 864,9 mm. 
La température maximale relevée sur cette station est de 38,1 °C, atteinte le 12 août 2003 ; la température minimale est de −22 °C, atteinte le 10 février 1956,,. 
| Mois                                  | jan.             | fév.           | mars           | avril         | mai             | juin          | jui.           | août           | sep.            | oct.          | nov.             | déc.            | année     |
| ------------------------------------- | ---------------- | -------------- | -------------- | ------------- | --------------- | ------------- | -------------- | -------------- | --------------- | ------------- | ---------------- | --------------- | --------- |
| Température minimale moyenne (°C)     | −0,7             | −0,3           | 2,5            | 5,5           | 9,2             | 12,5          | 14,5           | 14,4           | 10,8            | 7,2           | 3,1              | 0,2             | 6,6       |
| Température moyenne (°C)              | 1,6              | 2,6            | 6,2            | 10,2          | 14              | 17,4          | 19,4           | 19,3           | 15,2            | 10,6          | 5,5              | 2,5             | 10,4      |
| Température maximale moyenne (°C)     | 4                | 5,5            | 10             | 14,8          | 18,7            | 22,4          | 24,3           | 24,1           | 19,6            | 13,9          | 7,9              | 4,7             | 14,2      |
| Record de froid (°C) date du record   | −18,6 12.01.1987 | −22 10.02.1956 | −13,7 01.03.05 | −5,5 08.04.03 | −1,8 06.05.1957 | 3 02.06.1989  | 4,9 04.07.1962 | 4,7 13.08.1949 | 0,4 27.09.1972  | −6 29.10.12   | −10,3 22.11.1988 | −16,9 20.12.09  | −22 1956  |
| Record de chaleur (°C) date du record | 17,1 01.01.23    | 19,6 24.02.21  | 24,3 31.03.21  | 28,8 28.04.12 | 31,8 27.05.05   | 34,7 18.06.02 | 37 24.07.19    | 38,1 12.08.03  | 32,3 06.09.1949 | 27,8 13.10.23 | 21,5 02.11.20    | 18,7 16.12.1989 | 38,1 2003 |
| Précipitations (mm)                   | 68,2             | 64,3           | 66,8           | 53,9          | 81,2            | 68,9          | 71,6           | 72,7           | 72,2            | 83,1          | 75,3             | 86,7            | 864,9     |

| Diagramme climatique                                  |             |           |             |             |              |              |              |              |             |            |            |
| J                                                     | F           | M         | A           | M           | J            | J            | A            | S            | O           | N          | D          |
| 4−0,768,2                                             | 5,5−0,364,3 | 102,566,8 | 14,85,553,9 | 18,79,281,2 | 22,412,568,9 | 24,314,571,6 | 24,114,472,7 | 19,610,872,2 | 13,97,283,1 | 7,93,175,3 | 4,70,286,7 |
| Moyennes : • Temp. maxi et mini °C • Précipitation mm |             |           |             |             |              |              |              |              |             |            |            |

Les paramètres climatiques de la commune ont été estimés pour le milieu du siècle (2041-2070) selon différents scénarios d'émission de gaz à effet de serre à partir des nouvelles projections climatiques de référence DRIAS-2020. Ils sont consultables sur un site dédié publié par Météo-France en novembre 2022.

## Urbanisme

### Typologie
Au 1er janvier 2024, Phalsbourg est catégorisée bourg rural, selon la nouvelle grille communale de densité à sept niveaux définie par l'Insee en 2022.
Elle appartient à l'unité urbaine de Phalsbourg, une agglomération intra-départementale regroupant trois  communes, dont elle est ville-centre,,. Par ailleurs la commune fait partie de l'aire d'attraction de Phalsbourg, dont elle est la commune-centre,. Cette aire, qui regroupe 3 communes, est catégorisée dans les aires de moins de 50 000 habitants,.

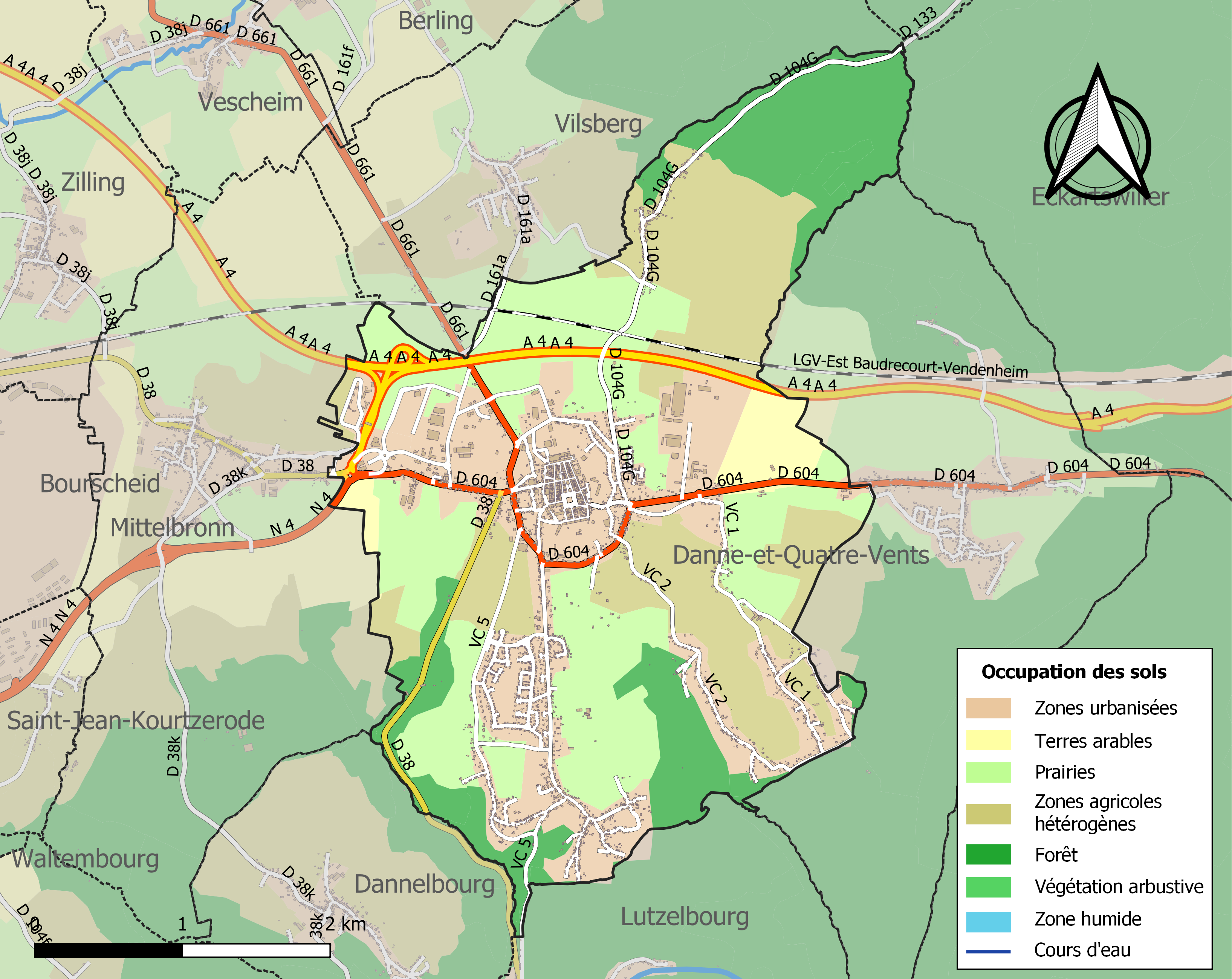
Carte des infrastructures et de l'occupation des sols de la commune en 2018 (CLC).

### Occupation des sols
L'occupation des sols de la commune, telle qu'elle ressort de la base de données européenne d’occupation biophysique des sols Corine Land Cover (CLC), est marquée par l'importance des territoires agricoles (54,2 % en 2018), en diminution par rapport à 1990 (57,6 %). La répartition détaillée en 2018 est la suivante : prairies (27,7 %), zones agricoles hétérogènes (23,2 %), zones urbanisées (22,2 %), forêts (18 %), zones industrielles ou commerciales et réseaux de communication (5,6 %), terres arables (3,3 %). L'évolution de l’occupation des sols de la commune et de ses infrastructures peut être observée sur les différentes représentations cartographiques du territoire : la carte de Cassini (XVIIIe siècle), la carte d'état-major (1820-1866) et les cartes ou photos aériennes de l'IGN pour la période actuelle (1950 à aujourd'hui).

### Écarts et lieux-dits
- Buchelberg au nord,
- Les Maisons Rouges (Rothhäuser) à l’ouest,
- La Roulette (Rollweiler) à l’est,
- Bois de Chênes (Eichwälder ou Eichbaracken),
- Trois-Maisons (Dreihäuser) au sud.

### Voies de communication et transports

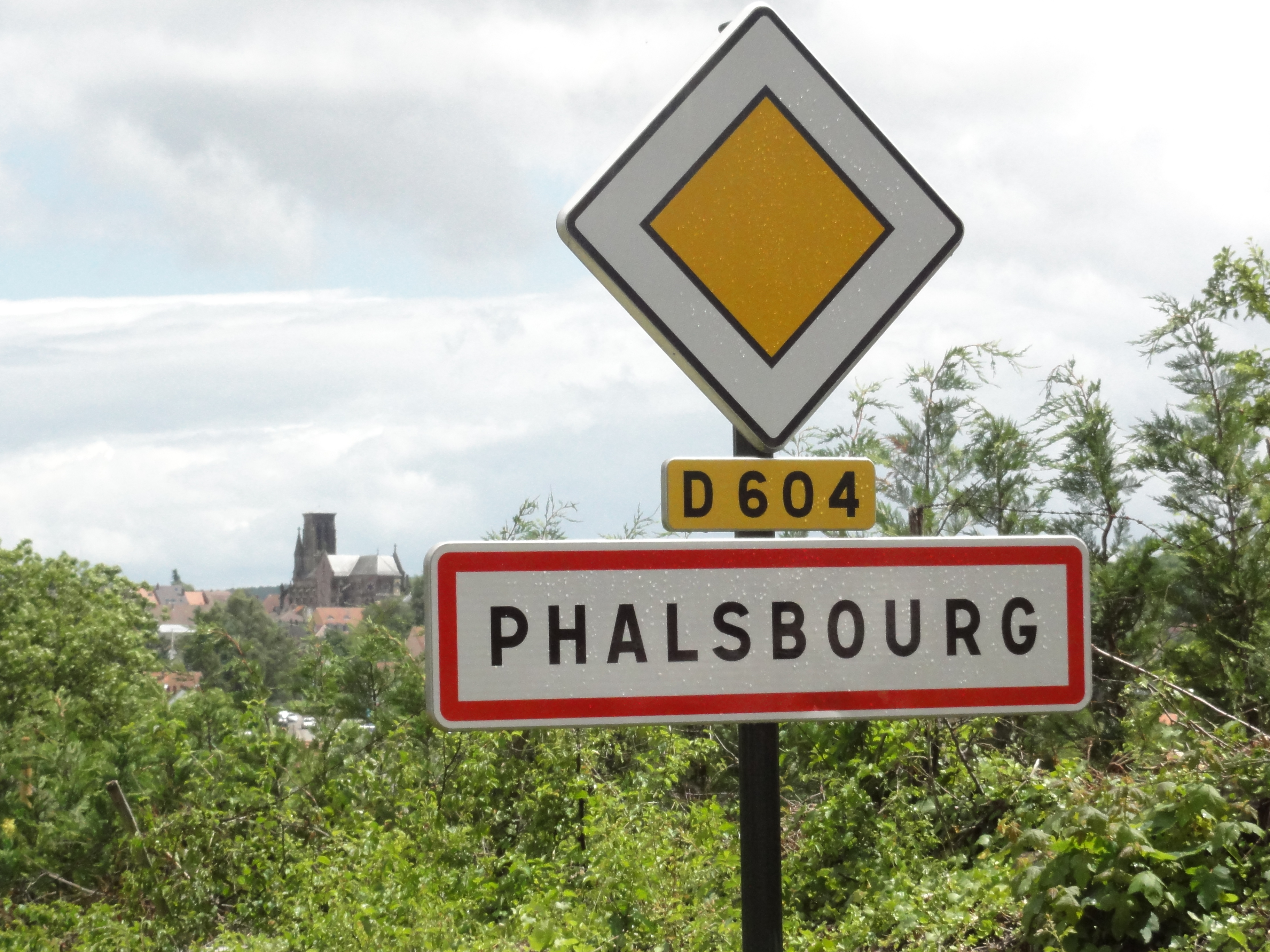
Entrée de la ville par la route de Sarrebourg (ancienne RN4).

La communauté de communes est devenue Autorité organisatrice de la mobilité (AOM).
- Fluo Grand Est.

#### Voies routières
Phalsbourg est traversée par la route nationale 4 (qui devient la route départementale 604 entre l'entrée ouest de la commune et la limite entre les départements de la Moselle et du Bas-Rhin), l'autoroute A4 et la route départementale 38 ; elle constitue également l'origine de la route départementale 661 (ancienne route nationale 61).

#### Voies ferrées

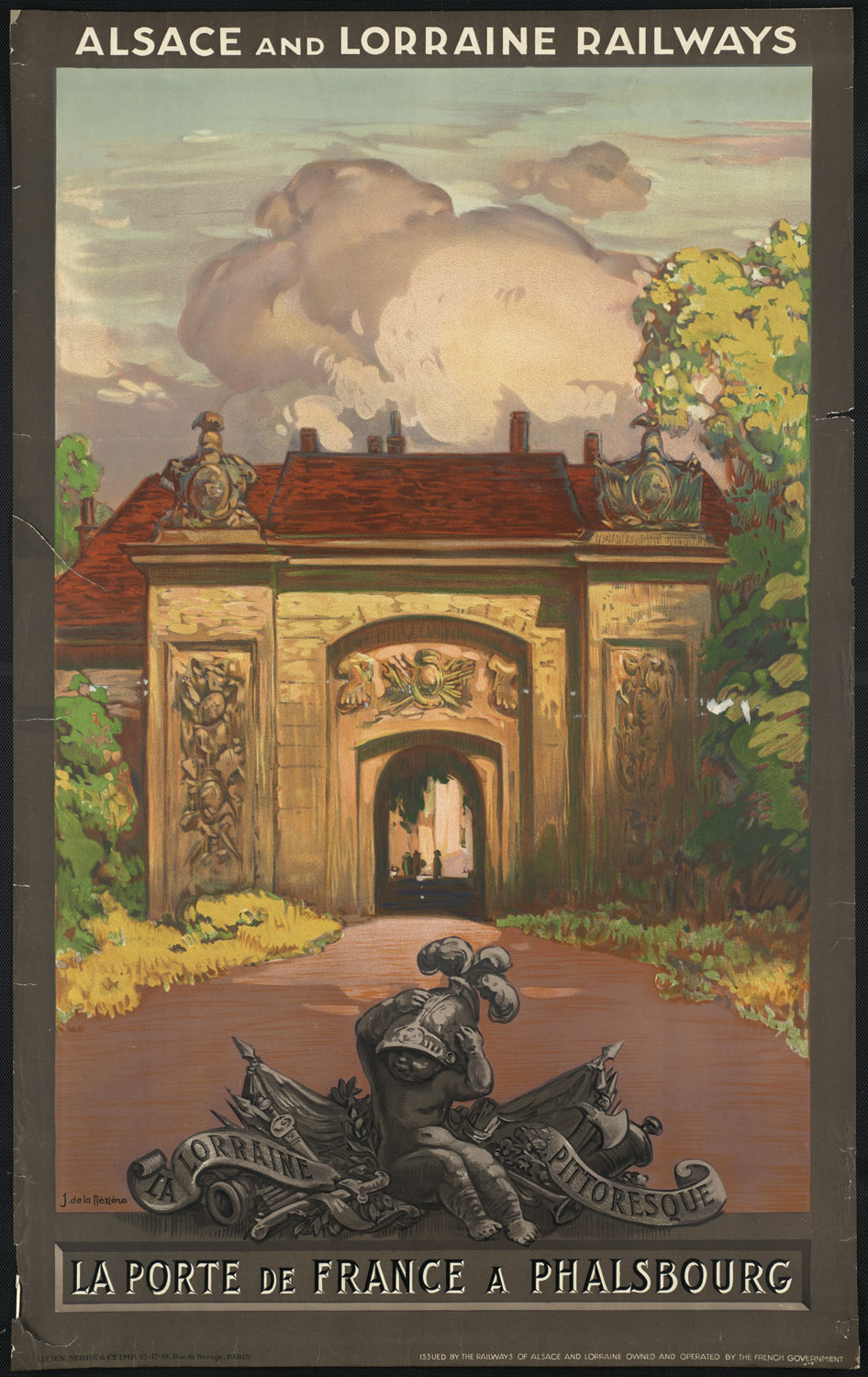
Affiche des Chemins de fer d'Alsace et de Lorraine, la porte de France à Phalsbourg.

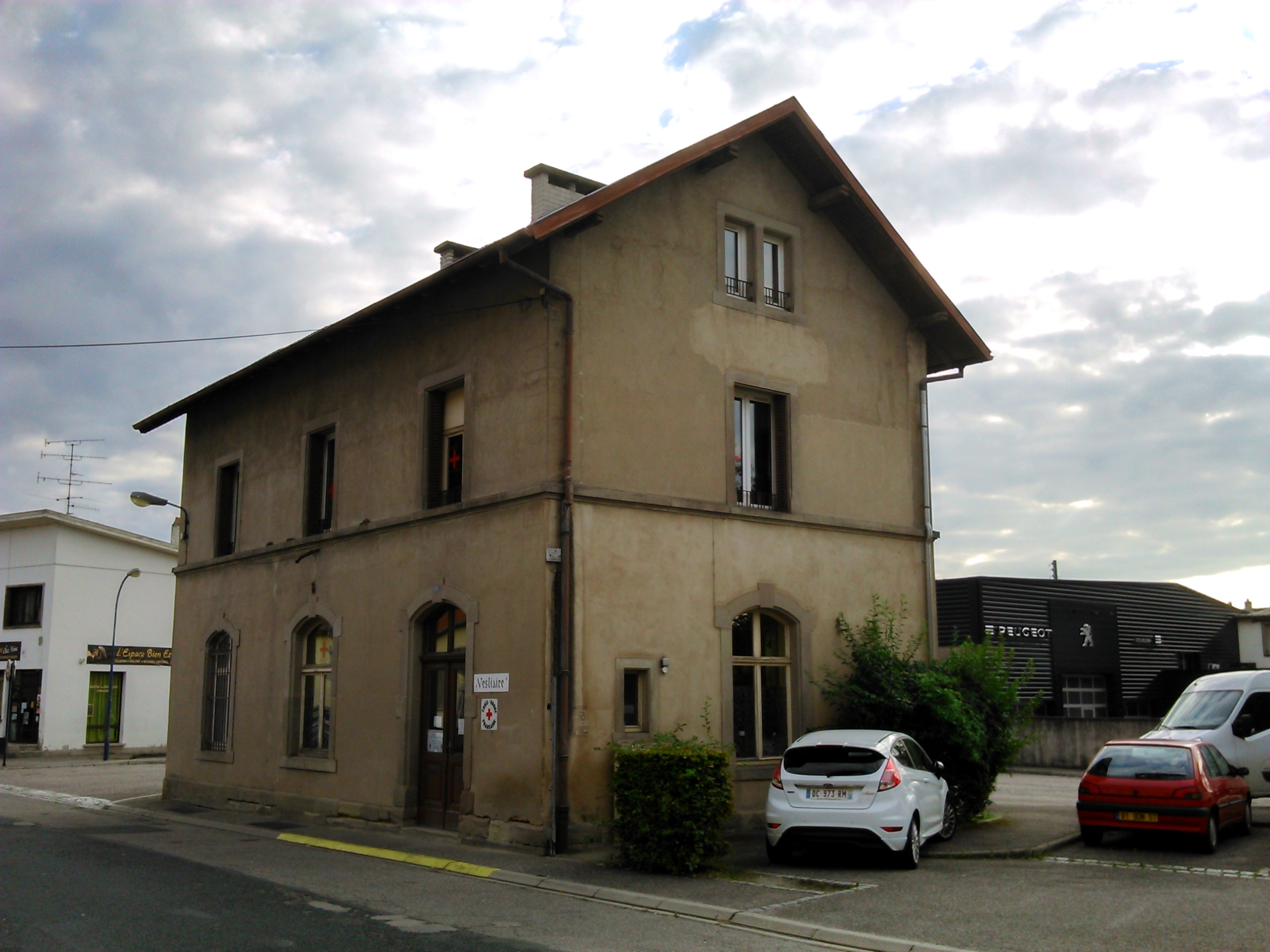
L'ancienne gare de Phalsbourg.

La gare de Phalsbourg était située sur l'ancienne ligne à voie métrique de Lutzelbourg à Drulingen aujourd'hui déclassée et déposée. Une autre gare se trouvait à l'ouest de la commune au lieu-dit Maisons-Rouges. Le quartier La Horie disposait d'un embranchement ferroviaire qui le reliait à la ligne de Réding à Drulingen.
La gare ouverte au service voyageurs la plus proche est celle de Lutzelbourg.
La commune est traversée, au nord, par la ligne à grande vitesse Est européenne.

## Toponymie
- Phalsbourg : du germanique Pfalz « palais / dignité de comte palatin » et Burg « place forte du prince palatin »[26]: Pfalzburg (1576), Pfaltzbourg (1591), Pfalzburgum et  Pfalzburg (1751), Pfalzburg (1871-1918) ;
  - En allemand : Pfalzburg[27]. En francique lorrain : Phalsburch ou Polsbuerj[28] ;
- Buchelberg : Spiegelberge (XVe siècle), Buchel (1719), Pigelberg (Cassini). Bichelberj en francique lorrain[28] ;
- Les Trois-Maisons : Drej Hiser en francique lorrain[28].
- Les Baraques du Bois de Chênes : Eich-Baracken (1845)[29]. Eich-Baraques en francique lorrain[28].

### Sobriquet
- Surnoms à propos des Phalsbourgeois : Les Ramp-pis / Les Ramp-chis[30]. Ramp est une abréviation de rempart, Pis et Chis sont des abréviations évoquant une besogne dégoûtante.

## Histoire

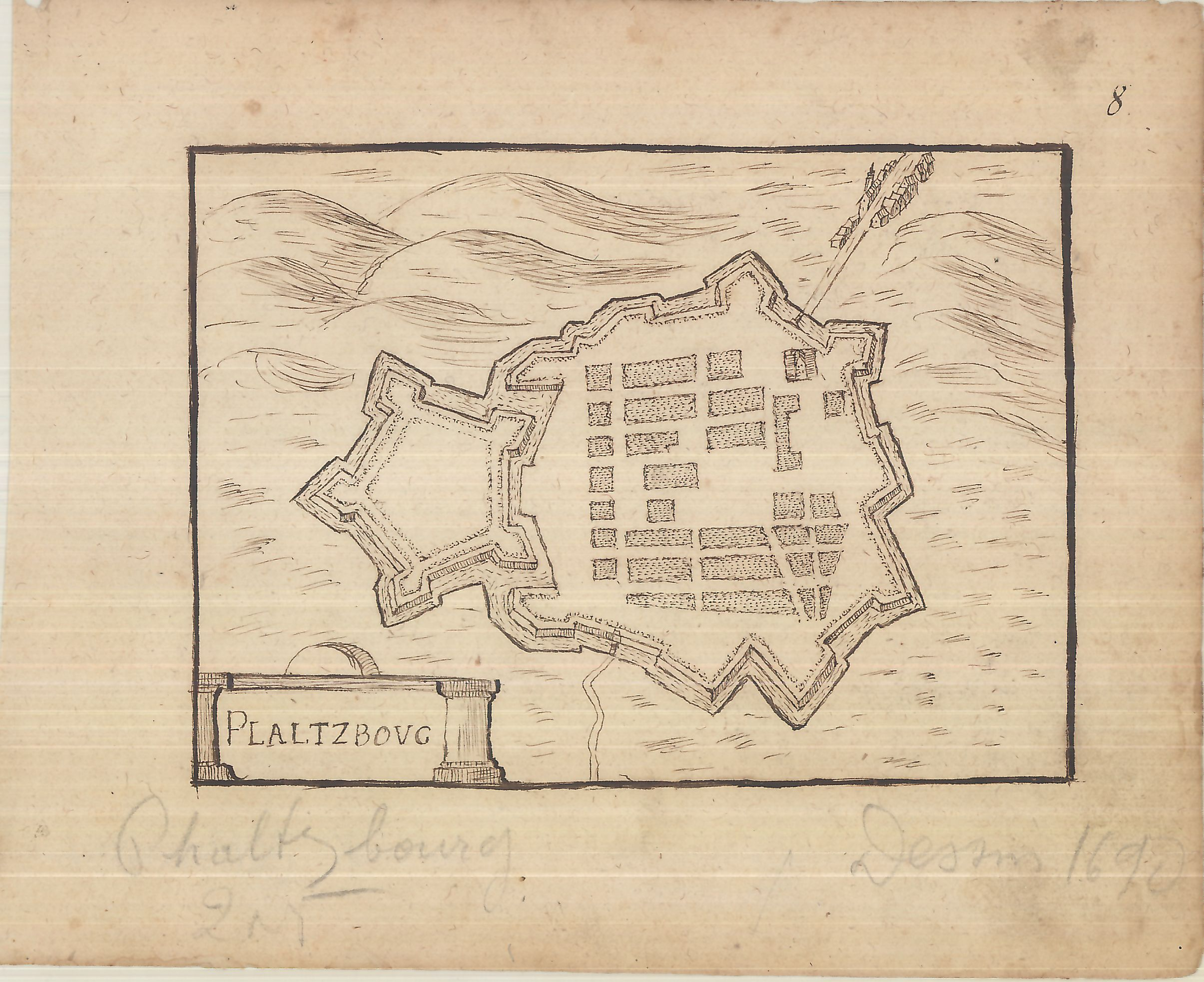
Pfalzburg 1690.

### Époque moderne

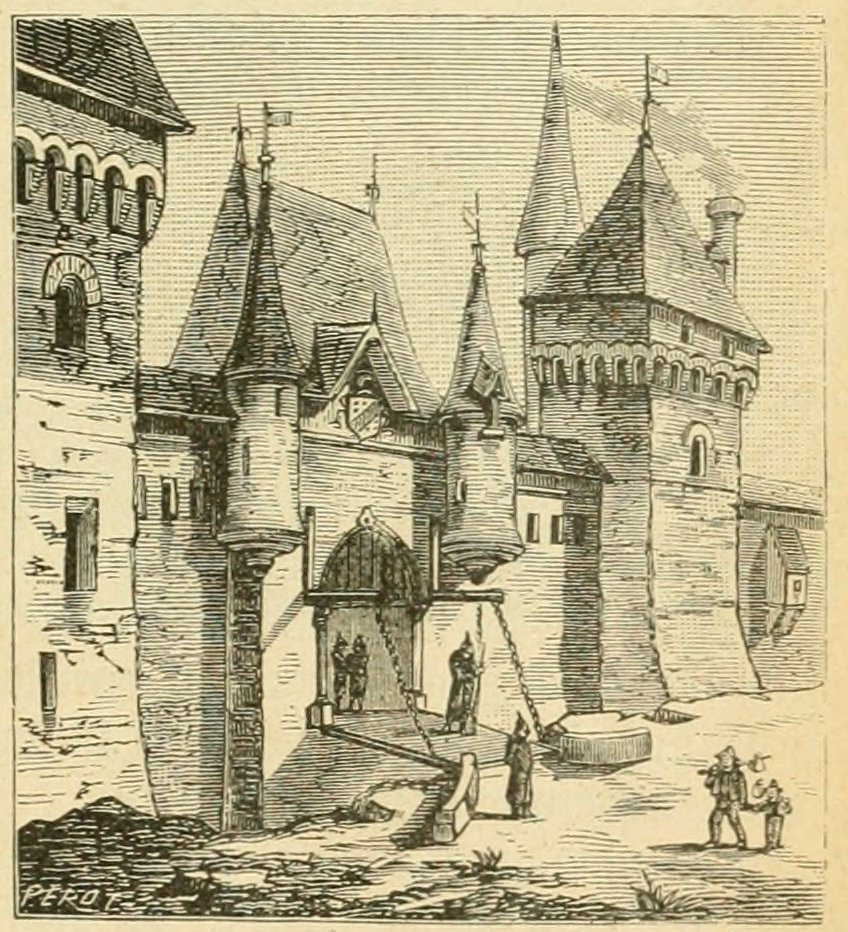
Porte fortifiée. — Les portes des villes fortifiées sont munies de ponts-levis jetés sur les fossés qui entourent les remparts ; quand on lève les ponts et qu’on ferme les portes, nul ennemi ne peut entrer dans la ville. — Phalsbourg a été fortifiée par Vauban et démantelée par les Allemands. Traversée par la route de Paris à Strasbourg, elle n’a que deux portes : la porte de France à l’ouest et la porte d’Allemagne au sud-est, qui sont des modèles d’architecture militaire.
G. Bruno : Le Tour de la France par deux enfants, première illustration de l'édition de 1904.

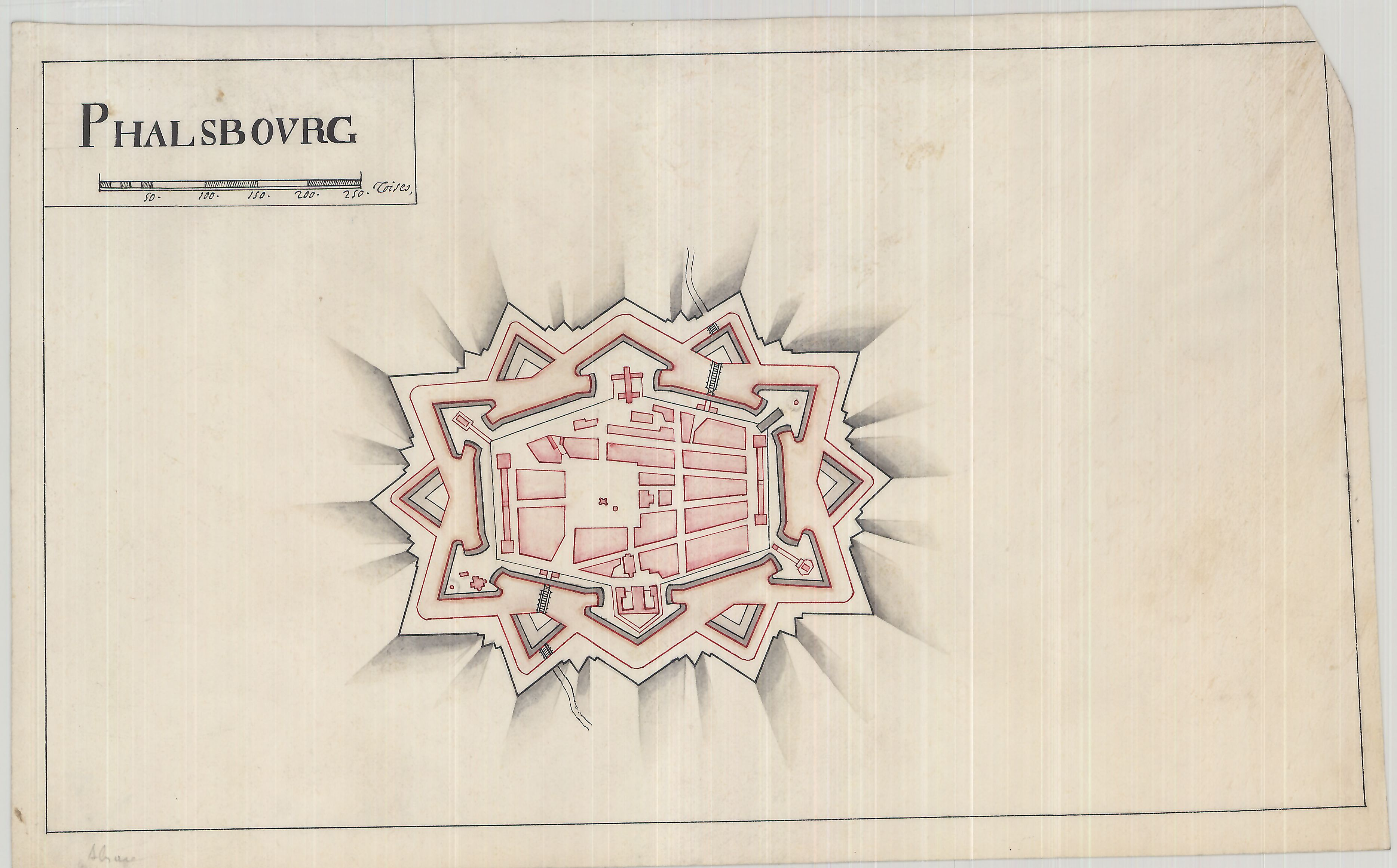
Phalsbourg 1850

La ville de Phalsbourg est créée en 1570 par le comte palatin Georges-Jean de Veldenz, prince protestant, grâce à la dot de son épouse Anna-Maria, fille du roi de Suède Gustave Ier Vasa. La fondation est motivée par l’accueil des réformés et huguenots persécutés en France, alors indésirables dans le très catholique duché de Lorraine. Le comte palatin possède déjà le château d'Einartzhausen dans son comté de la Petite-Pierre, enclavé en Lorraine. Il fait tracer à proximité de ce château le plan d’une ville nouvelle, en damier, symbole alors d’ordre et de modernité, et accorde des franchises aux nouveaux habitants qui viennent peupler la ville. La création de Phalsbourg est reconnue le 27 septembre 1570 par l’empereur Maximilien II du Saint-Empire. La ville prend le nom de Pfalzburg, « Pfalz » signifiant Palatinat et « Burg », forteresse.
Toutefois, par manque d’argent, la ville est cédée au duc de Lorraine dès 1590 et les tentatives d’expulsion des réformés se multiplient, non sans se heurter à une farouche résistance de la population. Le comte palatin Georges-Gustave, fils aîné et héritier de Georges-Jean, fonde alors Lixheim en 1608, qui connaît le même sort que Phalsbourg en 1623.
Phalsbourg et Lixheim forment une éphémère principauté de 1629 à 1660, au profit de Henriette de Lorraine, sœur du duc Charles IV de Lorraine, et de ses maris successifs, au premier rang desquels Louis de Guise, baron d'Ancerville.
De 1634 à 1697, la Lorraine est occupée presque sans discontinuer par les troupes françaises. Les fortifications de la ville sont remaniées et complétées par Vauban qui fait reconstruire la ville en partie détruite lors de la guerre de Trente Ans. La commune est annexée au royaume de France en 1661 via le traité de Vincennes. Par la suite, le bailliage et la prévôté de Phalsbourg dépendent de la généralité de Metz. À la suite de la Révolution française, la ville est intégrée au département de la Meurthe en 1790 et devient alors chef-lieu de canton.

### XIXesiècle
Au XIXe siècle, Phalsbourg voit la naissance du maréchal Mouton, comte de Lobau, ainsi que la rencontre entre les deux auteurs régionalistes Émile Erckmann et Alexandre Chatrian.
La ville subit trois sièges (1814, 1815 et 1870), lui valant le surnom de « Pépinière des Braves ».

### De 1870 à 1945
Le 10 août 1870, lors de la guerre franco-prussienne, Phalsbourg est défendue par le 63e régiment d'infanterie de ligne et le 1er bataillon de la garde nationale mobile de la Meurthe sous le commandement de Pierre Taillant. Elle est assiégée jusqu'au 12 décembre, date à laquelle les défenseurs succombent sous le nombre.
Après le traité de Francfort le 10 mai 1871, la ville est annexée à l’Empire allemand. Rebaptisée Pfalzburg, elle est alors rattachée à l'arrondissement de Sarrebourg, nouvel arrondissement du Reichsland Elsass-Lothringen. Durant la période allemande, une première ligne de chemin de fer est mise en service le 1er septembre 1883 avec l'ouverture de la section Lutzelbourg - Phalsbourg de la ligne de Lutzelbourg à Drulingen. En 1914, les conscrits phalsbourgeois, comme la plupart des Alsaciens-Lorrains, se battent sous les couleurs de l'Empire.
En 1918, après la fin de la Première Guerre mondiale et la signature du traité de Versailles, Phalsbourg redevient française comme le reste de l'Alsace-Lorraine, et fait désormais partie du nouveau département de la Moselle. Le 22 août 1919, le président de la République Raymond Poincaré vient décerner à Phalsbourg la croix de chevalier de la Légion d’honneur pour son comportement héroïque lors du siège de 1870.
Durant la Seconde Guerre mondiale, la ville est de nouveau annexée, cette fois par le IIIe Reich allemand. Son nom redevient Pfalzburg et elle est rattachée au Gau Westmark.
Le 23 novembre 1944, malgré la combativité des troupes allemandes qui s'accrochent en Lorraine depuis septembre, la ville est prise par la 7e armée américaine. Un odonyme local (rue du 23-Novembre) rappelle cet évènement.

### Depuis 1945
En 1953, l’United States Air Forces in Europe entreprend la construction de la base aérienne de Phalsbourg-Bourscheid à trois kilomètres à l'ouest de la commune. Une cité comportant une quarantaine de pavillons est construite route de Trois-Maisons pour loger une partie des militaires américains et leurs familles. En 1959, elle prend le nom de cité Clark en mémoire du colonel Walter E. Clark mort en service aérien le 30 avril 1958.
La base de Phalsbourg est utilisée par les Américains jusqu’en 1967, date du retrait de la France du commandement intégré de l’OTAN. Le site est alors renommé quartier La Horie et devient une base d'hélicoptères de l'Aviation légère de l'Armée de terre.

## Politique et administration

### Liste des maires
| Période                                  | Période                  | Identité                      | Étiquette      | Qualité |
| ---------------------------------------- | ------------------------ | ----------------------------- | -------------- | --- |
| Les données manquantes sont à compléter. |                          |                               |                | |
| Premier Empire                           |                          | Charles-Joseph Parmentier     |                | |
| XIXe siècle                              |                          | Désiré Parmentier             |                | Fils de Charles-Joseph Parmentier                                                                          |
| 1860                                     | 1867                     | M. Germain                    |                | Gendre du précédent                                                                                        |
| Avant 1870                               |                          | François Alexandre Bender     |                | |
| Les données manquantes sont à compléter. |                          |                               |                | |
| mai 1945                                 | mai 1953                 | Auguste Heitz (1904-1998)     |                | Professeur de lycée                                                                                        |
| Les données manquantes sont à compléter. |                          |                               |                | |
| mars 1965                                | mars 1983                | Oscar Gérard (1923-2019)      | DVD puis UDF   | Professeur d’histoire-géographie, maire honoraire Conseiller général du canton de Phalsbourg (1972 → 1982) |
| mars 1983                                | octobre 1993 (démission) | Jean Riehl (1930-2001)        |                | Ancien directeur des services techniques de la ville de Sarrebourg                                         |
| octobre 1993                             | juillet 2020             | Dany Kocher (1960- )          | UDF puis MoDem | Président de la CC du Pays de Phalsbourg (2014 → 2020)                                                     |
| juillet 2020                             | En cours                 | Jean-Louis Madelaine (1954- ) | DVC            | Cadre de la fonction publique                                                                              |

### Budget et fiscalité 2023

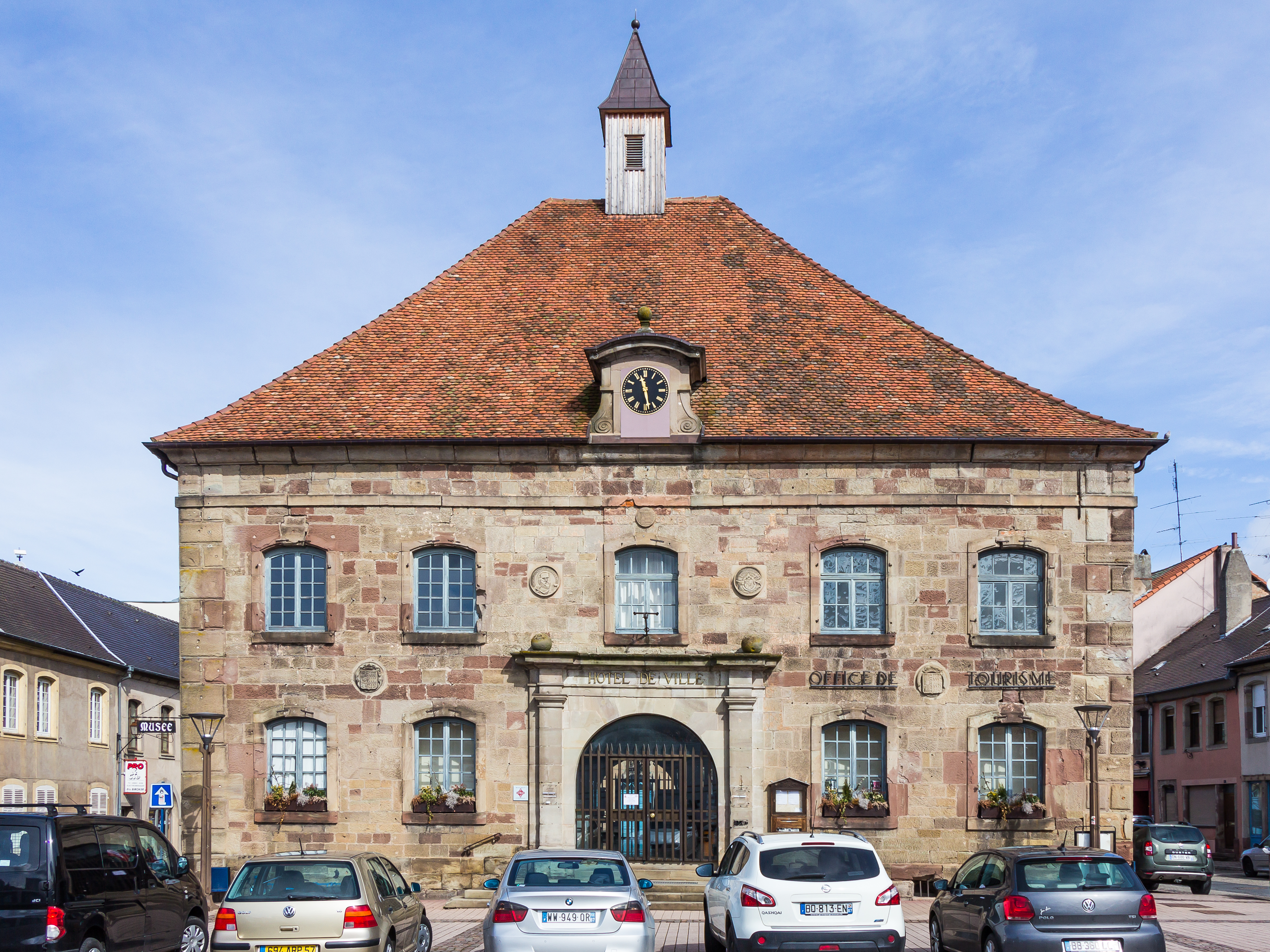
La mairie (ancien corps de garde).

En 2023, le budget de la commune était constitué ainsi :
- total des produits de fonctionnement : 5 796 000 €, soit 1 174 € par habitant ;
- total des charges de fonctionnement : 4 920 000 €, soit 996 € par habitant ;
- total des ressources d'investissement : 880 000 €, soit 178 € par habitant ;
- total des emplois d'investissement : 1 117 000 €, soit 226 € par habitant ;
- endettement : 3 803 000 €, soit 770 € par habitant.

Avec les taux de fiscalité suivants :
- taxe d'habitation : 19,02 % ;
- taxe foncière sur les propriétés bâties : 27,01 % ;
- taxe foncière sur les propriétés non bâties : 54,51 % ;
- taxe additionnelle à la taxe foncière sur les propriétés non bâties : 0,00 % ;
- cotisation foncière des entreprises : 0,00 %.

Chiffres clés Revenus et pauvreté des ménages en 2021 : médiane en 2021 du revenu disponible, par unité de consommation : 22 420 €.

### Sécurité
La commune dispose d'une brigade de gendarmerie.

### Santé
Professionnels et établissements de santé :
- Médecins à Phalsbourg, Dannelbourg, Saverne, Monswiller, Gottenhouse, Arzviller,
- Pharmacies à Phalsbourg, Lutzelbourg, Garrebourg, Saverne,
- Hôpitaux à Phalsbourg, Saverne, Niderviller, Reutenbourg, Sarrebourg.

L'ancien hôpital de Phalsbourg a fermé fin 1991. Il est transformé en centre soins-études pour adolescents géré par la Fondation Vincent de Paul.

### Garnison
Le groupe d'aviation légère du 1er corps d'armée (GALCA 1) est formé au quartier La Horie le 1er juillet 1969. Il devient le 1er régiment d’hélicoptères de combat (1er RHC) le 1er juillet 1977.
La base accueille aussi le groupement de soutien de la base de défense de Phalsbourg (GSBdD), l'unité de soutien de l'infrastructure de la Défense de Phalsbourg (USID), la 42e antenne médicale, une antenne du Service industriel de l'aéronautique (SIAé) et un dépôt des essences (DEALAT).
Autres unités ayant tenu garnison à Phalsbourg :
- 1er régiment de chasseurs, 1969-1976 ;
- 68e régiment d'artillerie, 1976-1984 ;
- 6e régiment d'artillerie, 1984-1993 ;
- 2e et 3e escadrilles du 4e régiment d'hélicoptères de commandement et de manœuvre, 1985-1999 ;
- 9e régiment de soutien aéromobile, 1987-1999 ;
- 6e régiment du matériel, 1999-2005 ;
- 15e base de soutien du matériel, 2005-2014.

## Économie

### Entreprises et commerces

#### Agriculture et élevage
- Élevage de vaches laitières.
- Élevage d'autres bovins et de buffles.
- Culture et élevage associés.
- Élevage d'autres animaux.
- Élevage d'ovins et de caprins.
- Aquaculture en eau douce.

#### Tourisme
- Hôtels.
- Restaurants.
- Gîtes de France.

#### Commerces
- Commerces et services de proximité[39].

Depuis 1976, Phalsbourg accueille le siège du groupe FM Logistic et ses 300 employés.
L'usine de fabrication de panneaux de particules Depalor, qui comptait une centaine de salariés, a été détruite par un incendie le 23 juillet 2013. En novembre de la même année, le groupe Swiss Krono, propriétaire de l'usine, décide de fermer définitivement le site.
La zone d'activité Maisons-Rouges, à l'entrée ouest de la commune, regroupe une trentaine entreprises et plus de 500 emplois.

## Population et société

### Démographie

#### Évolution démographique
L'évolution du nombre d'habitants est connue à travers les recensements de la population effectués dans la commune depuis 1793. Pour les communes de moins de 10 000 habitants, une enquête de recensement portant sur toute la population est réalisée tous les cinq ans, les populations de référence des années intermédiaires étant quant à elles estimées par interpolation ou extrapolation. Pour la commune, le premier recensement exhaustif entrant dans le cadre du nouveau dispositif a été réalisé en 2004.

En 2022, la commune comptait 4 657 habitants, en évolution de −1,44 % par rapport à 2016 (Moselle : +0,52 %, France hors Mayotte : +2,11 %).
| 1793  | 1800  | 1806  | 1821  | 1831  | 1836  | 1841  | 1846  | 1851  |
| ----- | ----- | ----- | ----- | ----- | ----- | ----- | ----- | ----- |
| 2 934 | 3 200 | 3 565 | 3 467 | 3 611 | 3 722 | 3 540 | 3 634 | 3 675 |

| 1856  | 1861  | 1871  | 1875  | 1880  | 1885  | 1890  | 1895  | 1900  |
| ----- | ----- | ----- | ----- | ----- | ----- | ----- | ----- | ----- |
| 4 125 | 3 685 | 4 145 | 3 857 | 3 379 | 3 635 | 4 414 | 3 844 | 3 733 |

| 1905  | 1910  | 1921  | 1926  | 1931  | 1936  | 1946  | 1954  | 1962  |
| ----- | ----- | ----- | ----- | ----- | ----- | ----- | ----- | ----- |
| 3 721 | 3 154 | 3 073 | 2 476 | 2 602 | 3 052 | 3 093 | 3 438 | 3 343 |

| 1968  | 1975  | 1982  | 1990  | 1999  | 2004  | 2006  | 2009  | 2014  |
| ----- | ----- | ----- | ----- | ----- | ----- | ----- | ----- | ----- |
| 3 379 | 3 905 | 3 848 | 4 189 | 4 499 | 4 630 | 4 608 | 4 753 | 4 745 |

| 2019  | 2022  | - | - | - | - | - | - | - |
| ----- | ----- | - | - | - | - | - | - | - |
| 4 729 | 4 657 | - | - | - | - | - | - | - |

### Enseignement
Établissements d'enseignements :
- École primaire du centre ;
- Collège et lycée Erckmann-Chatrian, fondé en 1803 et connaissant diverses dénominations au cours de son histoire ;
- Collège et lycée privés Saint-Antoine, fondé en 1933.

### Cultes
- Culte catholique, Archiprêtré de Phalsbourg  Communauté St Jean Baptiste des Portes d'Alsace[47] Communauté St Jean Baptiste des Portes d'Alsace, Diocèse de Metz.
- Culte protestant[48],[49].
- Culte israélite[50].

## Culture locale et patrimoine
En 2017, Cédric Jung a créé l'application mobile « Découvrir Phalsbourg » permettant de faire découvrir la commune à ses visiteurs.

### Vie culturelle
Le théâtre et la littérature ont droit de cité à Phalsbourg. La commune accueille en effet depuis plus de trente ans un festival consacré au théâtre. La ville a également un lien privilégié avec la littérature. Le Tour de la France par deux enfants, livre de lecture pour l'école primaire, première édition en 1877, par G. Bruno, commence à Phalsbourg, dans la province perdue cédée à l'Empire allemand en 1870. Les romans d’Erckmann-Chatrian mettent parfois en scène Phalsbourg : c’est entre autres la ville natale du soldat de l'Histoire d’un conscrit de 1813.

### Lieux et monuments

#### Édifices civils
- Musée historique et Erckmann-Chatrian[53] ;
- Les portes de France[54] et d’Allemagne[55] (les fortifications ont été complétées par Vauban[56] à partir de 1679)[57] ;
- Château d'Einartzhausen[58], le premier château fondé en 1390 par le comte Henri de Lutzelstein fut construit afin de commander le passage des cols vosgiens. En 1568, le comte Georges-Jean de Veldenz fit reconstruire le château dans le style Renaissance. Vendu en 1588 au duc de Lorraine Charles III de Lorraine (ISMH) ;
- Hôtel de Ville - ancien corps de garde (ISMH)[59],[60] ;
- Ensemble des maisons de la place d’Armes (ISMH)[61],[62],[63],[64],[65],[66],[67],[68],[69],[70],[71],[72],[73],[74],[75],[76],[77] ;
- Maison - 2 rue du Collège ;
- Maison - 1 rue du Général-Micheler ;
- La place d’Armes (Site inscrit du "Sol de la Place d'Armes", par arrêté ministériel du 26.02.1936) ;
- Immeuble - 2 rue Lobau (ISMH)[78] ;
- Immeuble - 202 rue Castelnau[79] ;
- Immeuble - 201 rue du Maréchal-Foch[80] ;
- Caserne Lobau ;
- Ancien cimetière militaire, créé vers 1750 ;
- Le char Bourg-la-Reine, situé à l'entrée ouest de la commune[81], ce char Sherman faisait partie de la 2e division blindée. Il a été touché par plusieurs tirs d'obus de 88 mm le 22 novembre 1944 lors de la libération de l'Alsace-Moselle, le premier tir causant la mort de son pilote le brigadier-chef Lucien Barrau[82].
- Le monument des 3 sièges[83].
- Le Grognard dit Soldat de l'An 2[84].
- La Fée de la Forêt[85].
- Lavoirs[86].

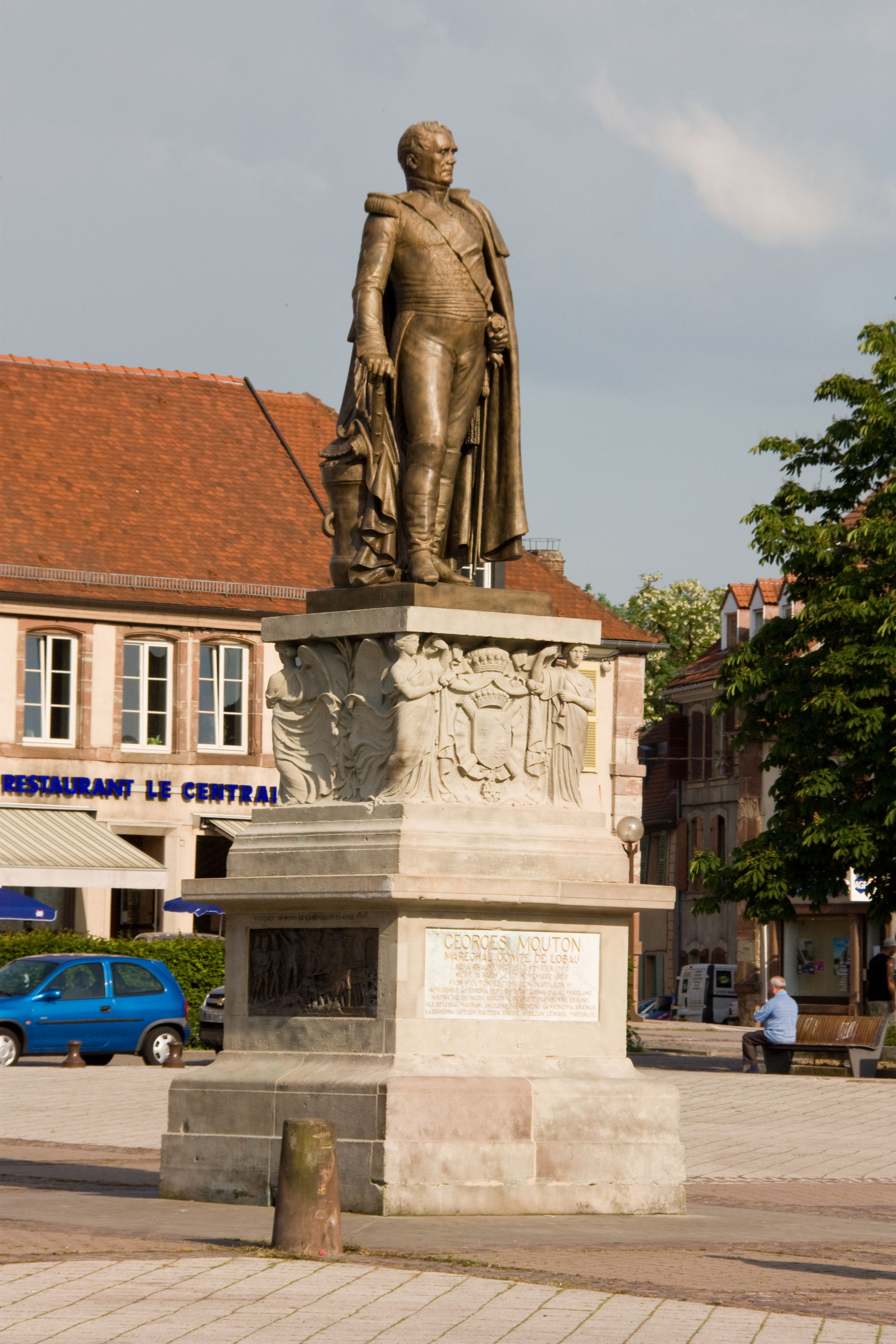
La statue Lobau (Maréchal Mouton) sur la place d’Armes[87].
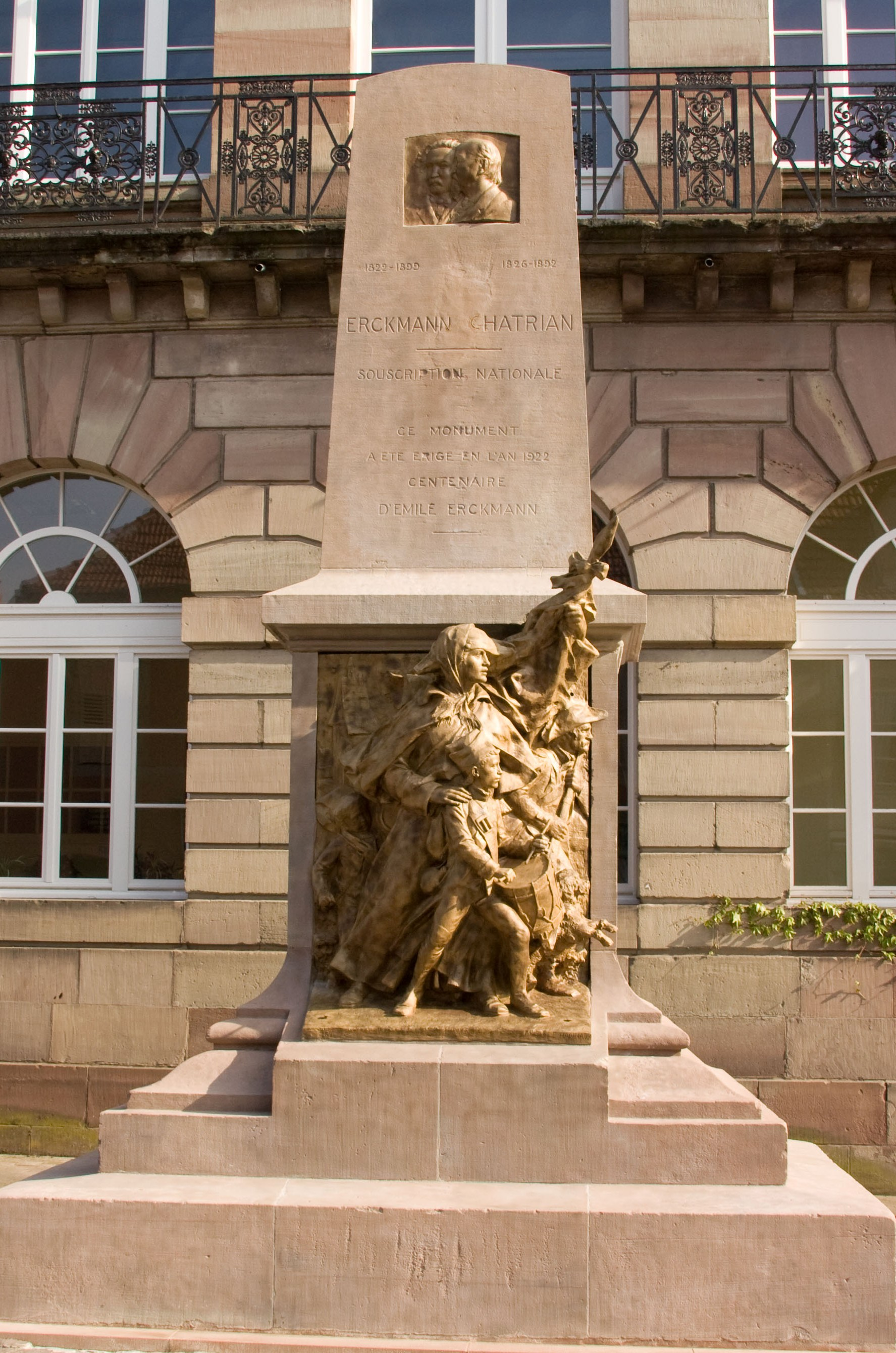
Monument Erckmann-Chatrian.
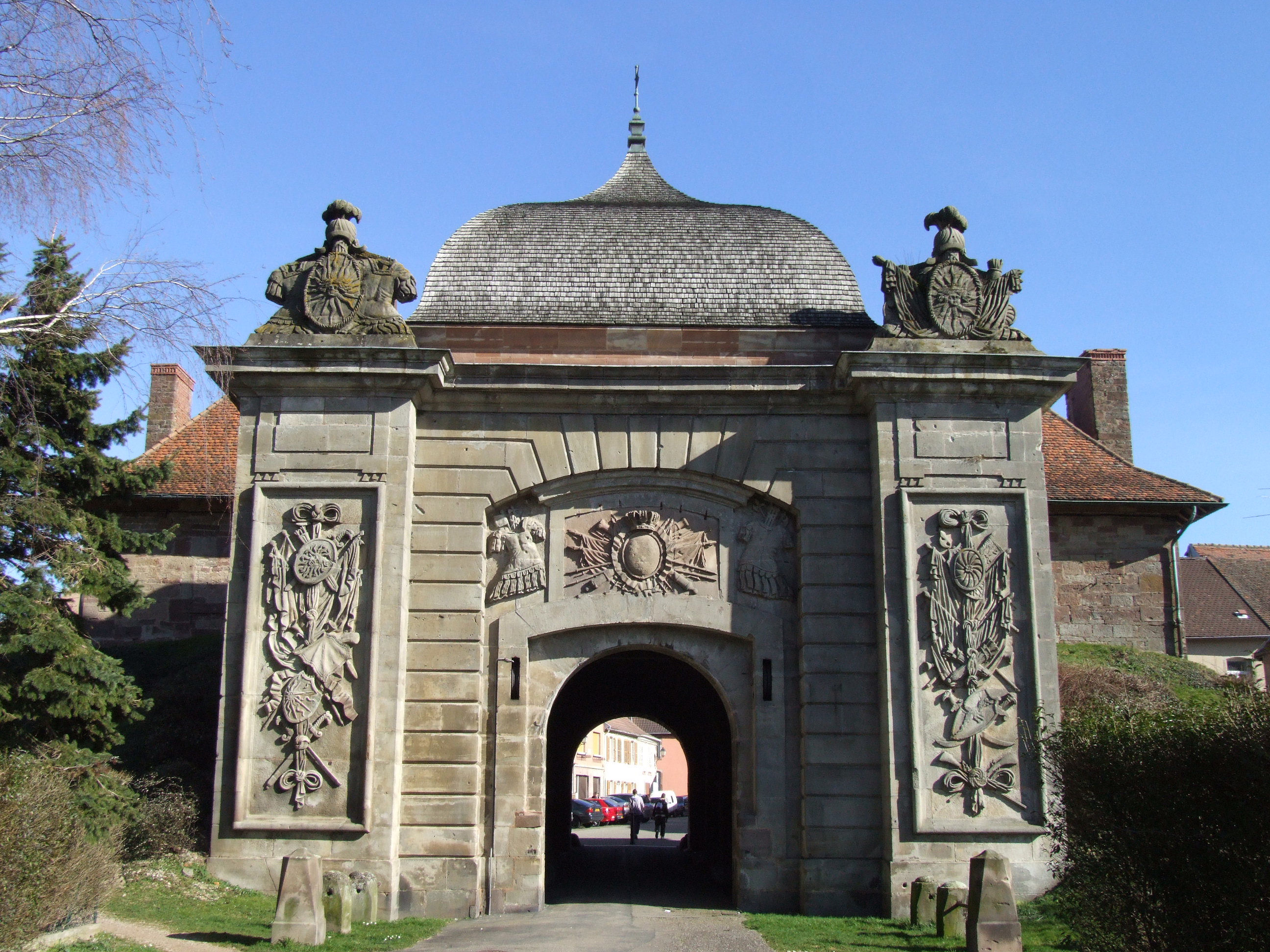
Porte de France.
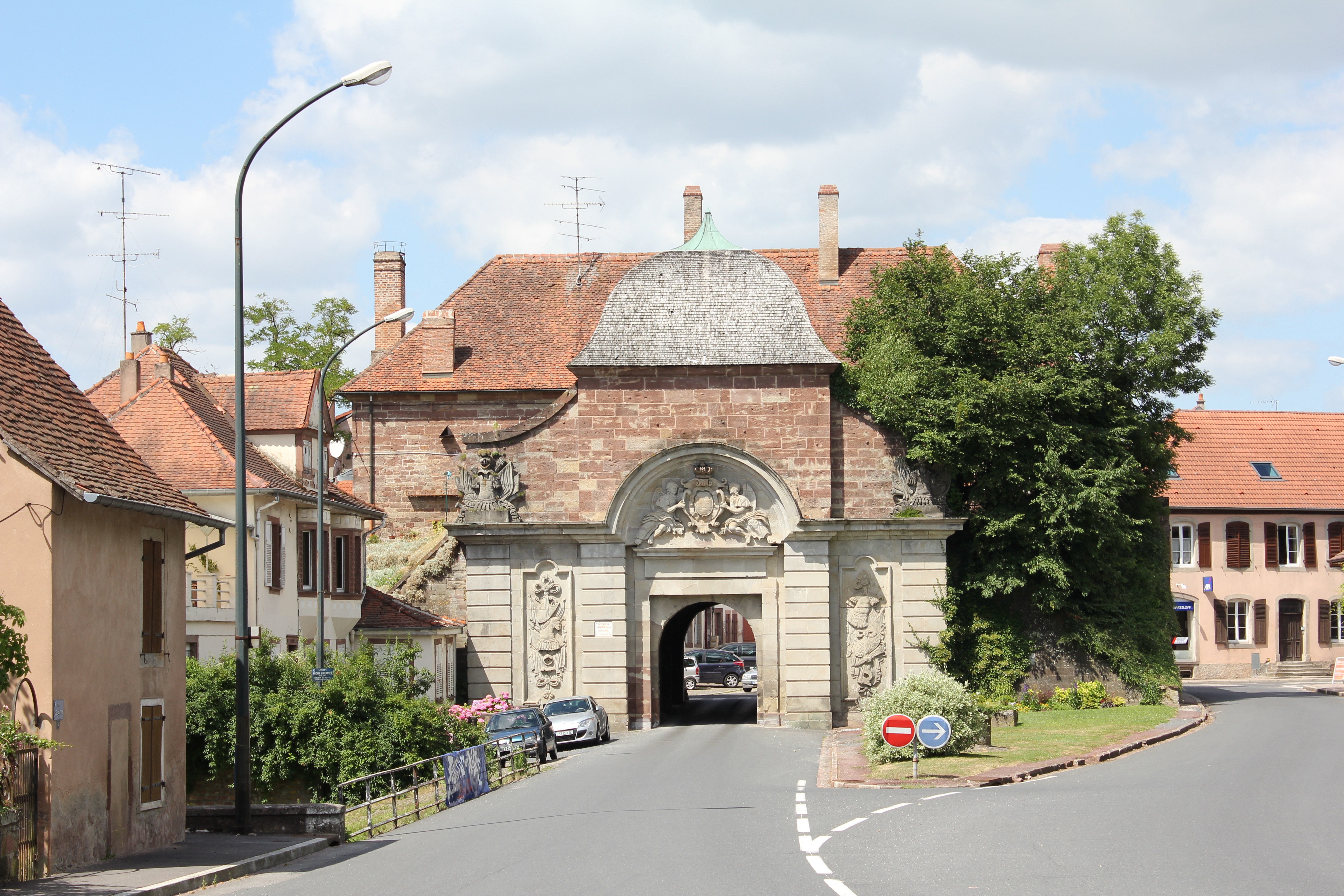
Porte d'Allemagne.
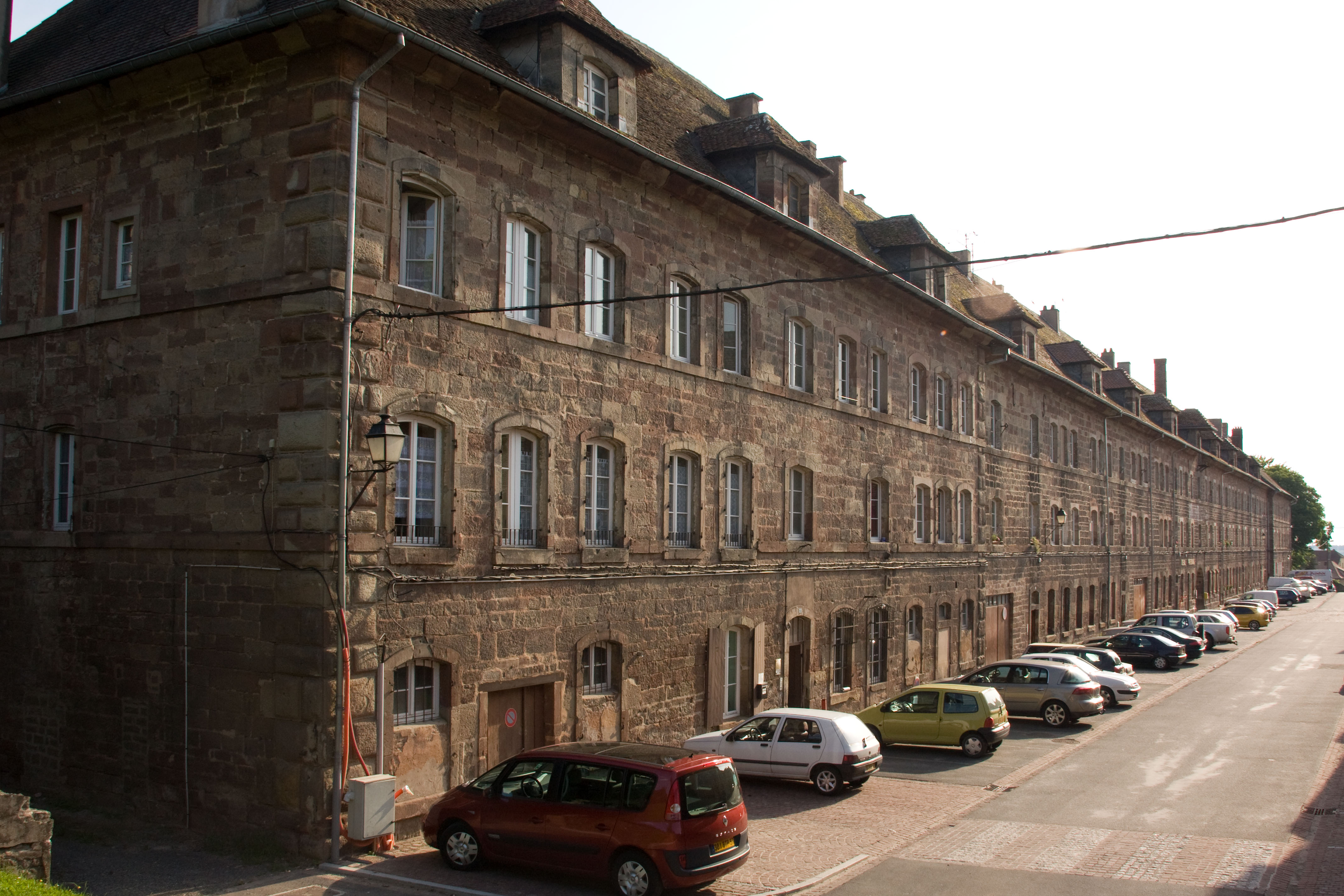
Ancienne caserne Lobau.
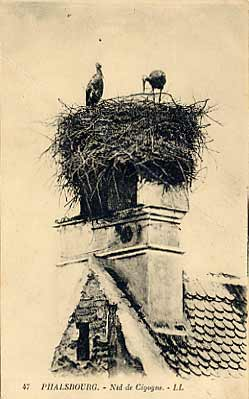
Nid de cigognes à Phalsbourg.
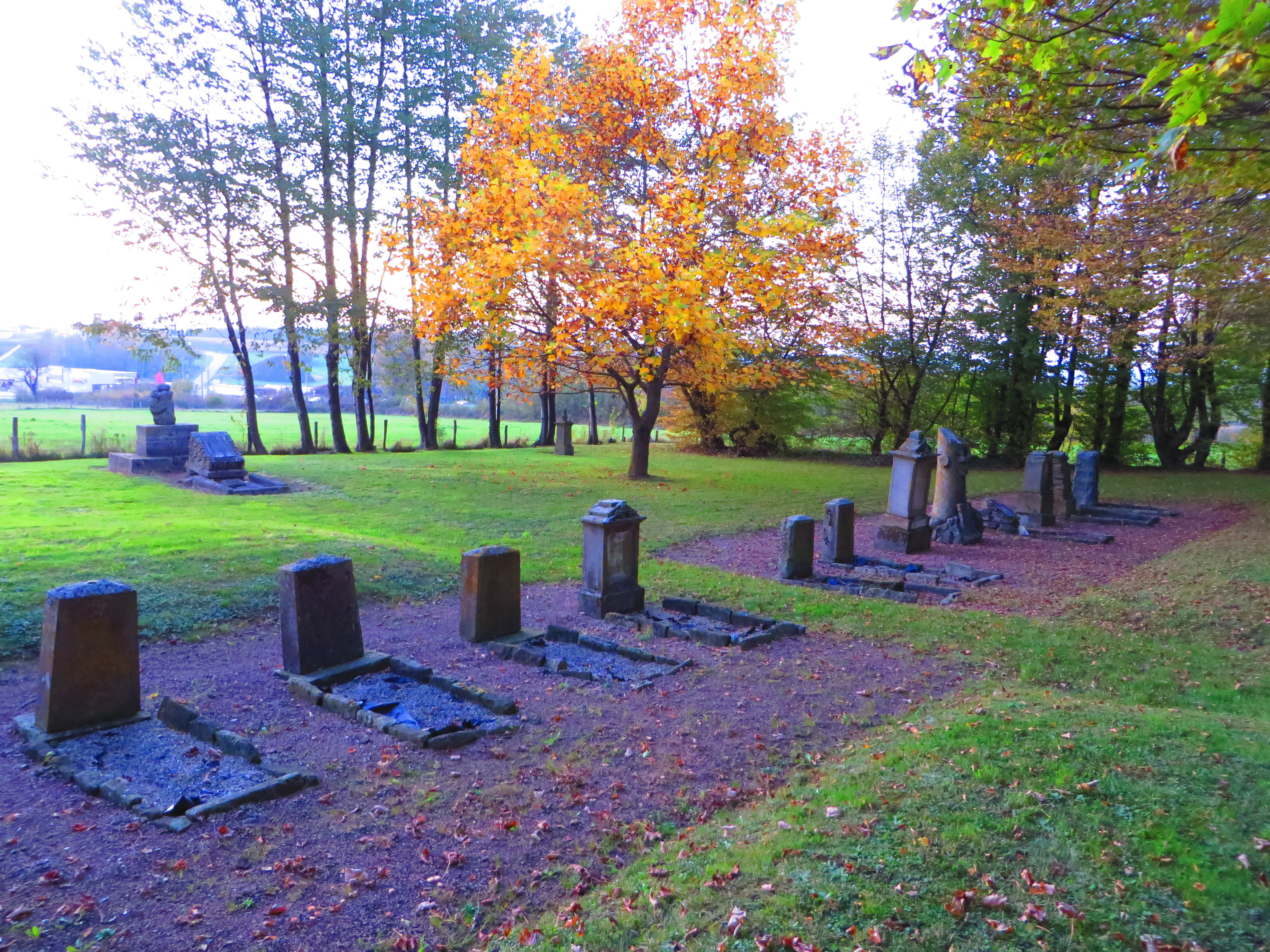
Ancien cimetière militaire.
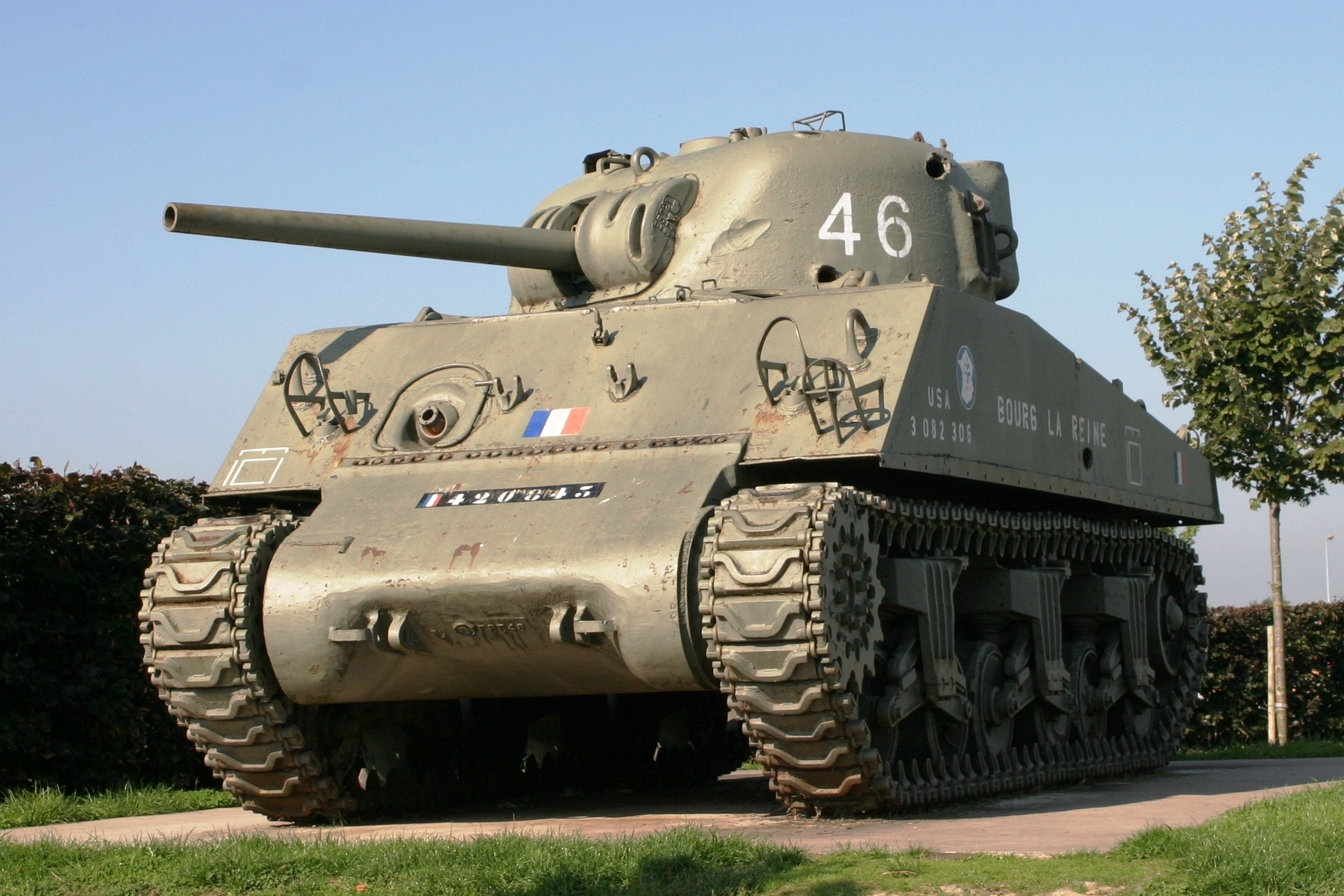
Le char Bourg-la-Reine.

#### Édifices religieux
- Église Notre-Dame-de-l'Assomption, 1876, néo-gothique. La façade sur la place d'Armes est inscrite sur l'Inventaire supplémentaire des monuments historiques[88],[89],[90],[91],[92] ;
- Église de l'Immaculée-Conception, à Trois-Maisons ;

Orgue de tribune,,.
- Chapelle Saint-Jean[96],[97] ;
- Chapelle du collège Saint-Antoine ;
- Chapelle moderne de l'hôpital ;
- Église luthérienne[98], rue du Collège, ancienne salle de danse désaffectée qui servit de salle de prière, construction du XVIIe siècle. Celle-ci fut transformée en lieu de culte en 1822, clocheton avec deux cloches en 1835, un orgue en 1844, l'autel en 1857 ;
- Église néo-apostolique, rue de la Gare ;
- Synagogue[99], rue Alexandre-Weill, reconstruite en 1857 sur l'emplacement d'une ancienne datant de 1772, désaffectée en 2008[100],[101] ;
- Vieux cimetière israélite, lieu-dit Schlossbrunnen. Présence d'une communauté juive dès la fin du XVIIe siècle[102]. Important rabbinat pendant le XIXe siècle. Le cimetière, créé en 1796, agrandi entre 1867 et 1871, également utilisé par les juifs de Mittelbronn (auparavant, le secteur dépendait de Saverne). Comporte plus de 500 tombes, ainsi que des rangées de stèles du XIXe siècle et de la première moitié du XXe siècle[103].
- Monuments aux morts[104] : Conflits commémorés : 1870-1871- 1914-1918[105] - 1939-1945.
- Grotte de Lourdes[106],[107].

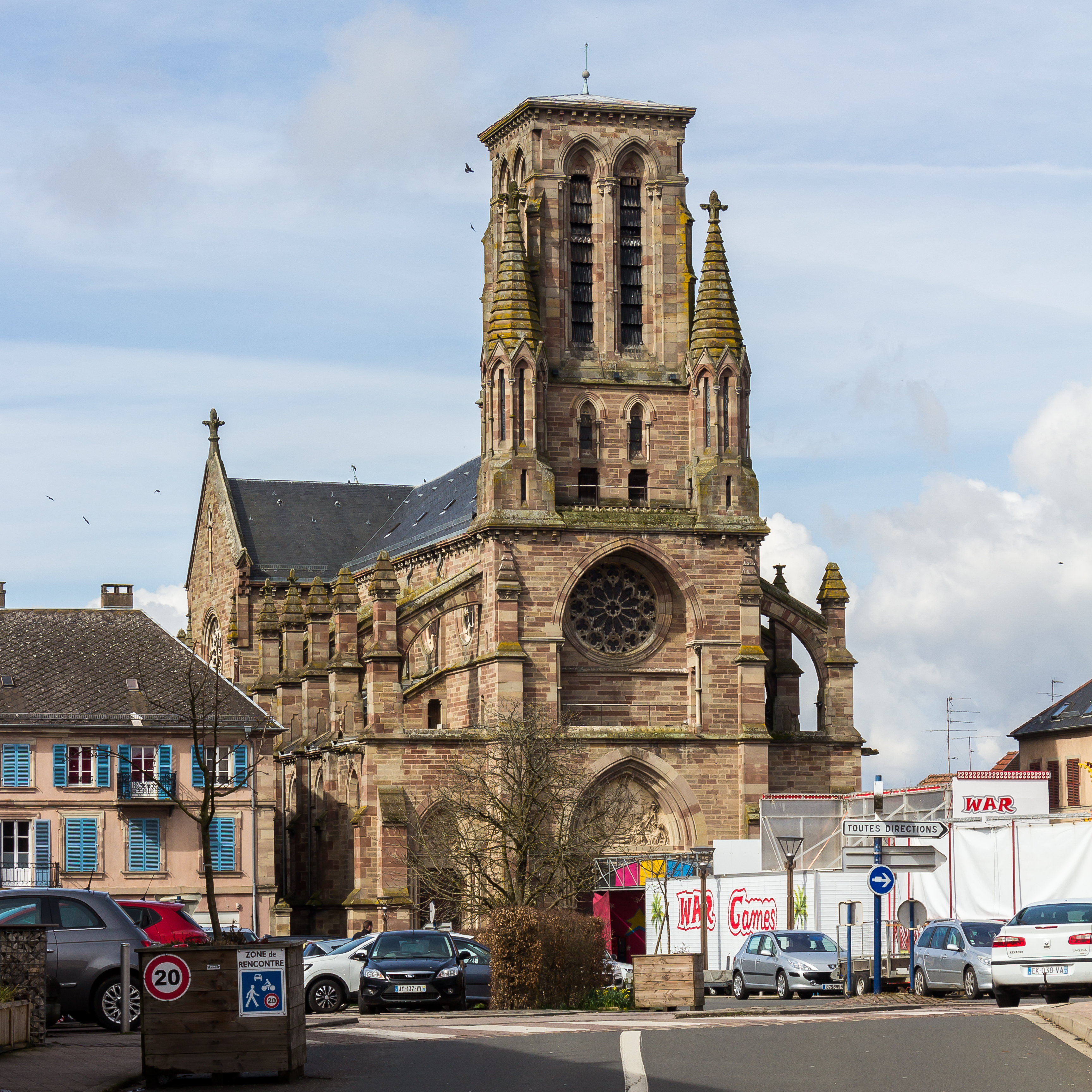
Église Notre-Dame-de-l'Assomption.
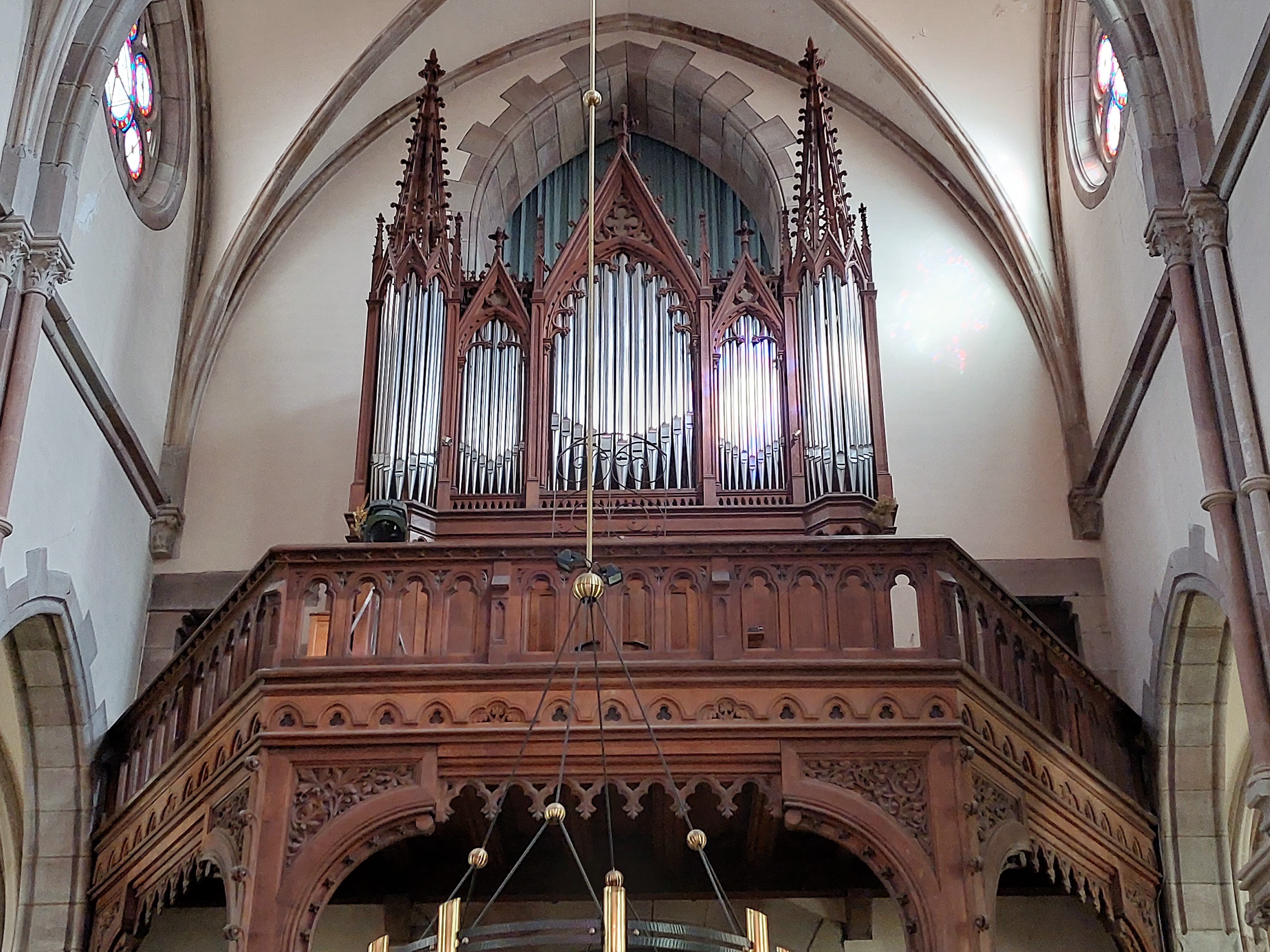
Orgues sur tribune.
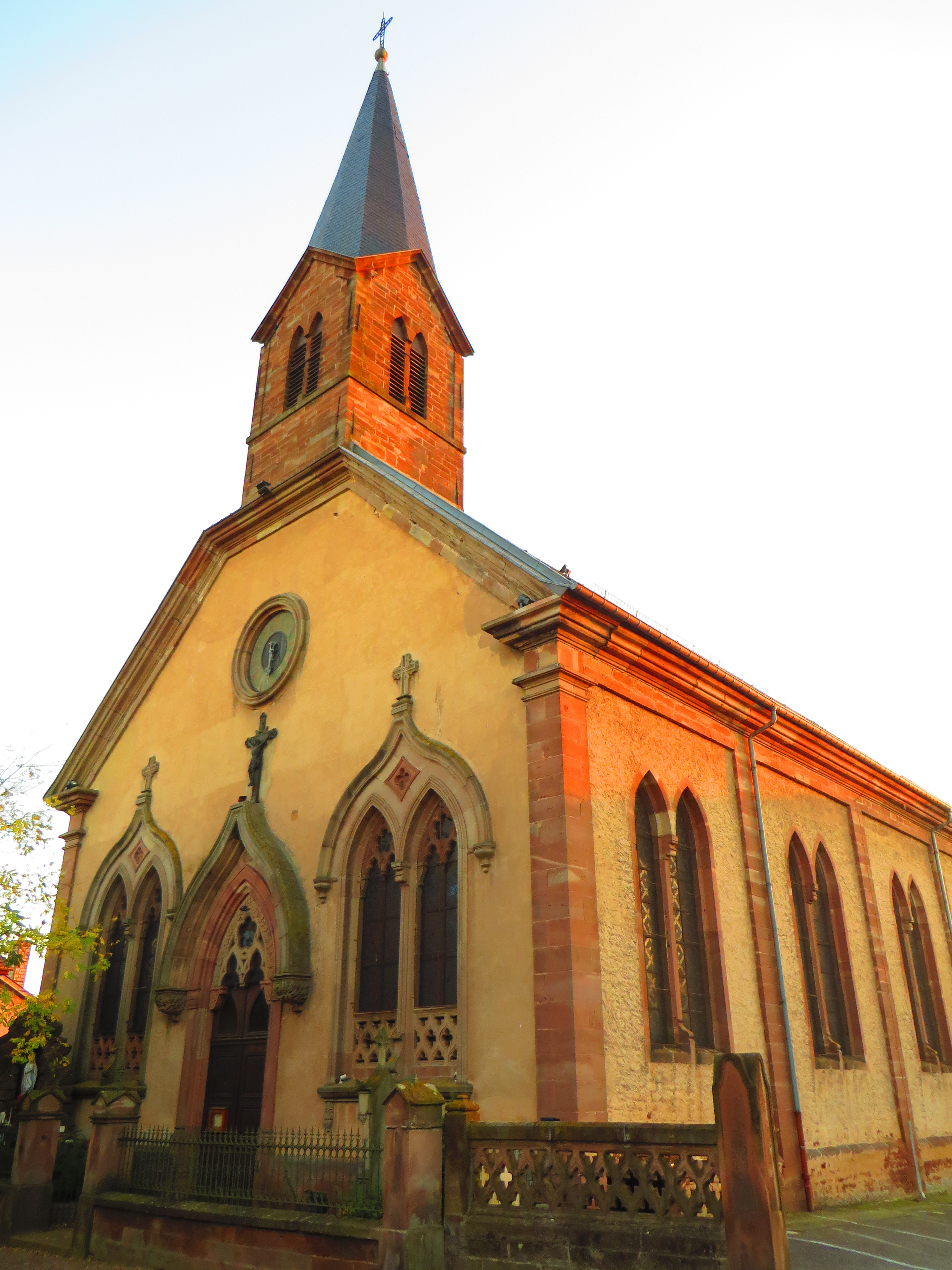
Église de l'Immaculée-Conception de Trois-Maisons.
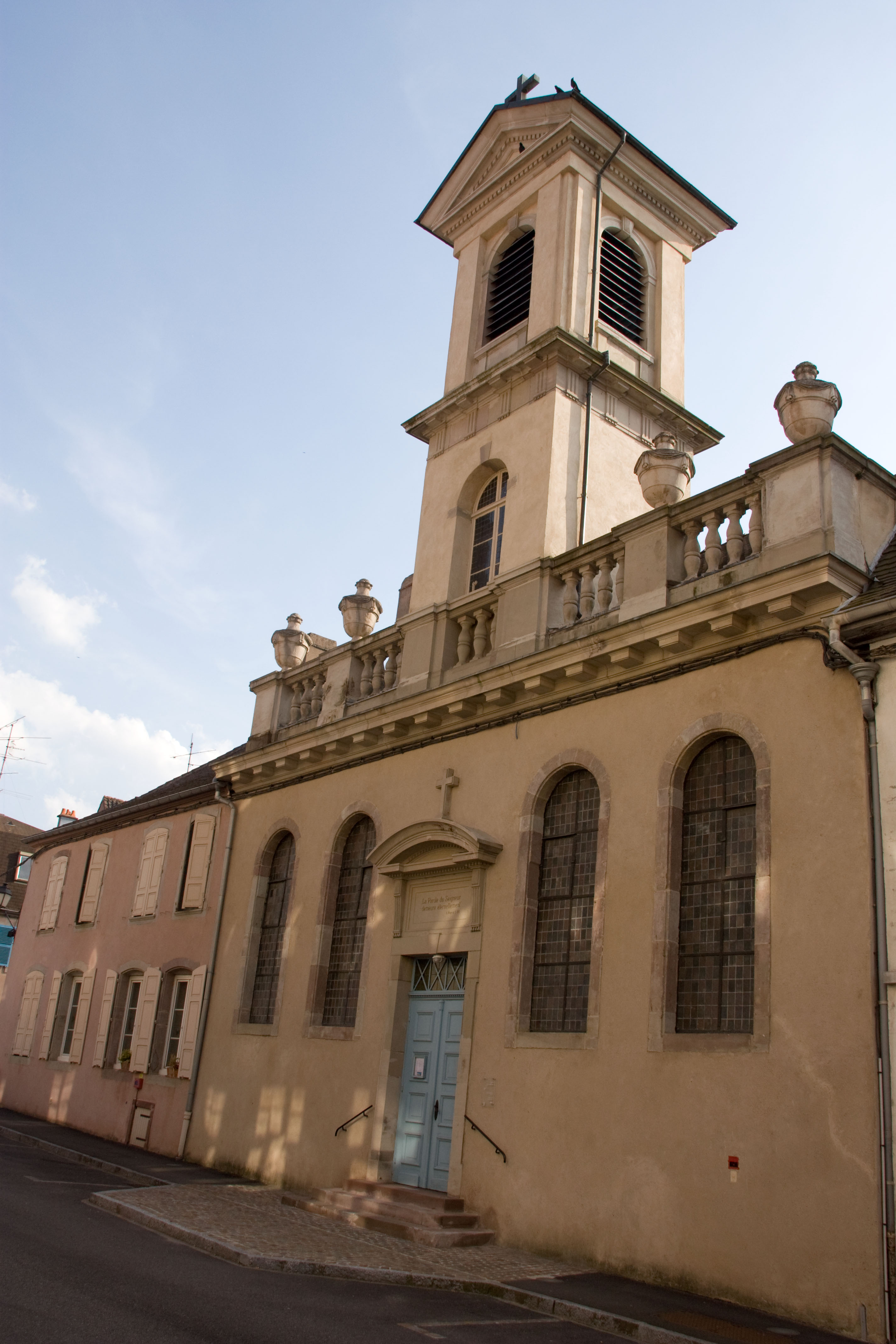
Église luthérienne.
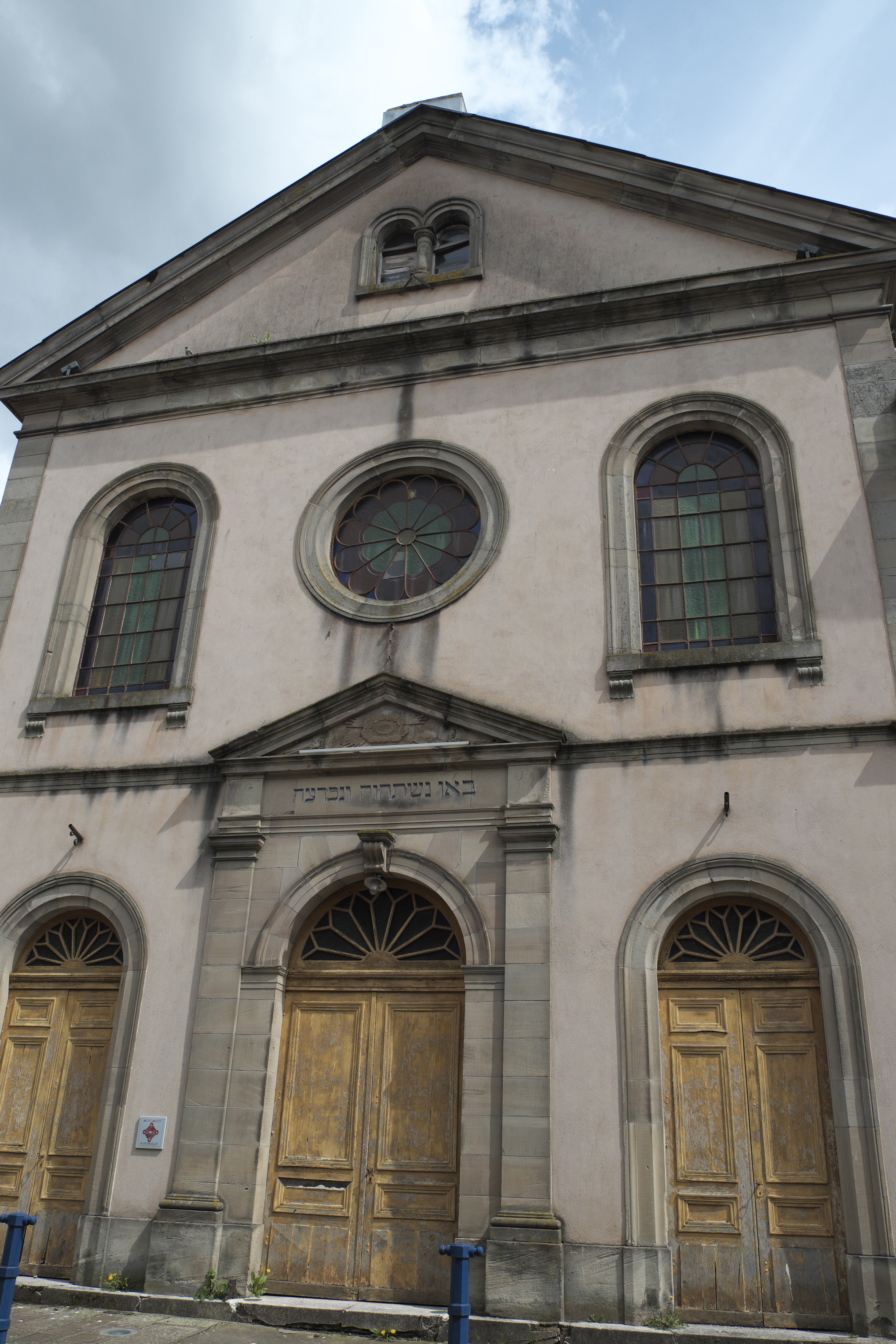
Synagogue (désaffectée).
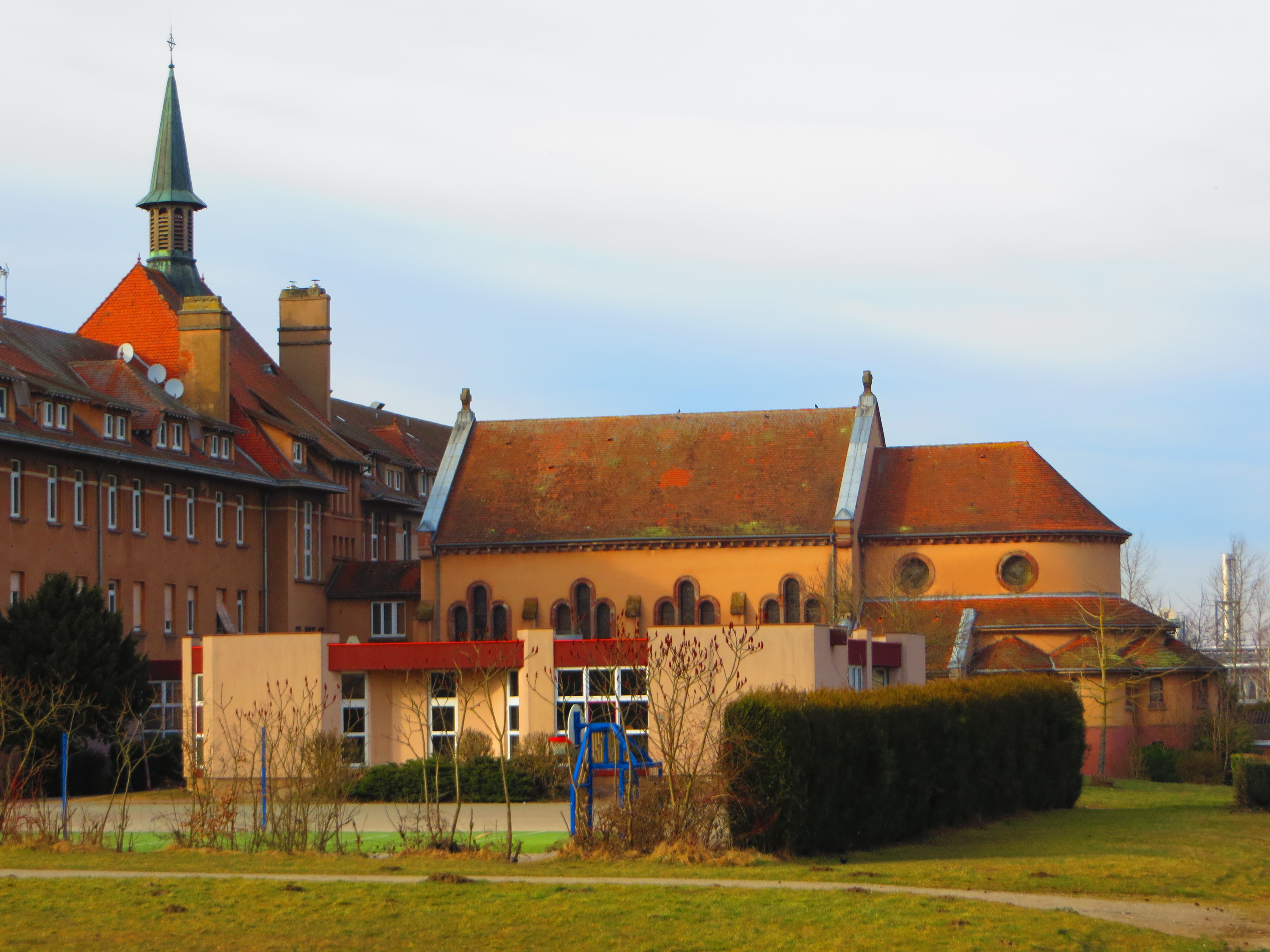
Chapelle du collège Saint-Antoine.
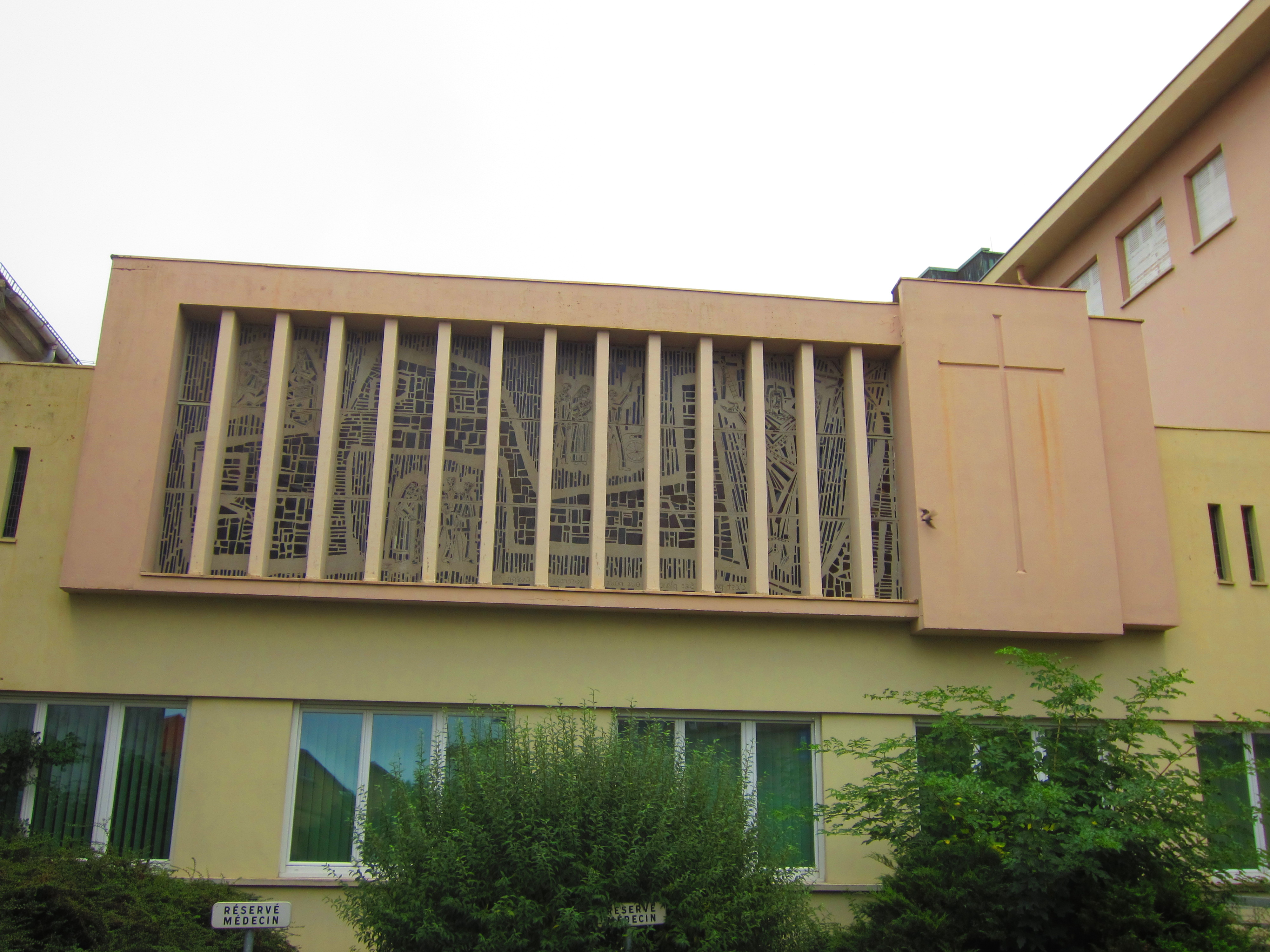
Chapelle de l'hôpital.
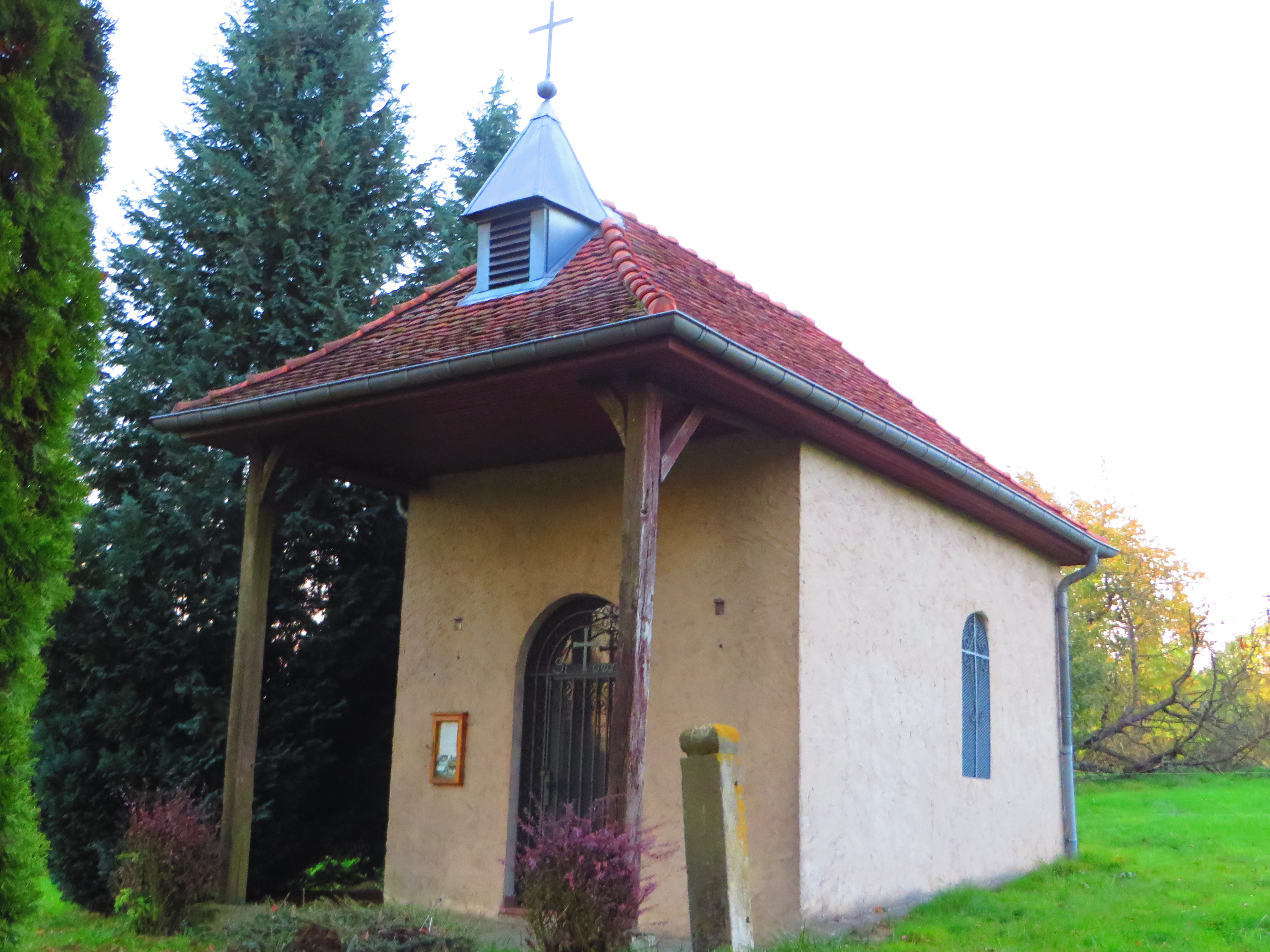
Chapelle Saint-Jean.
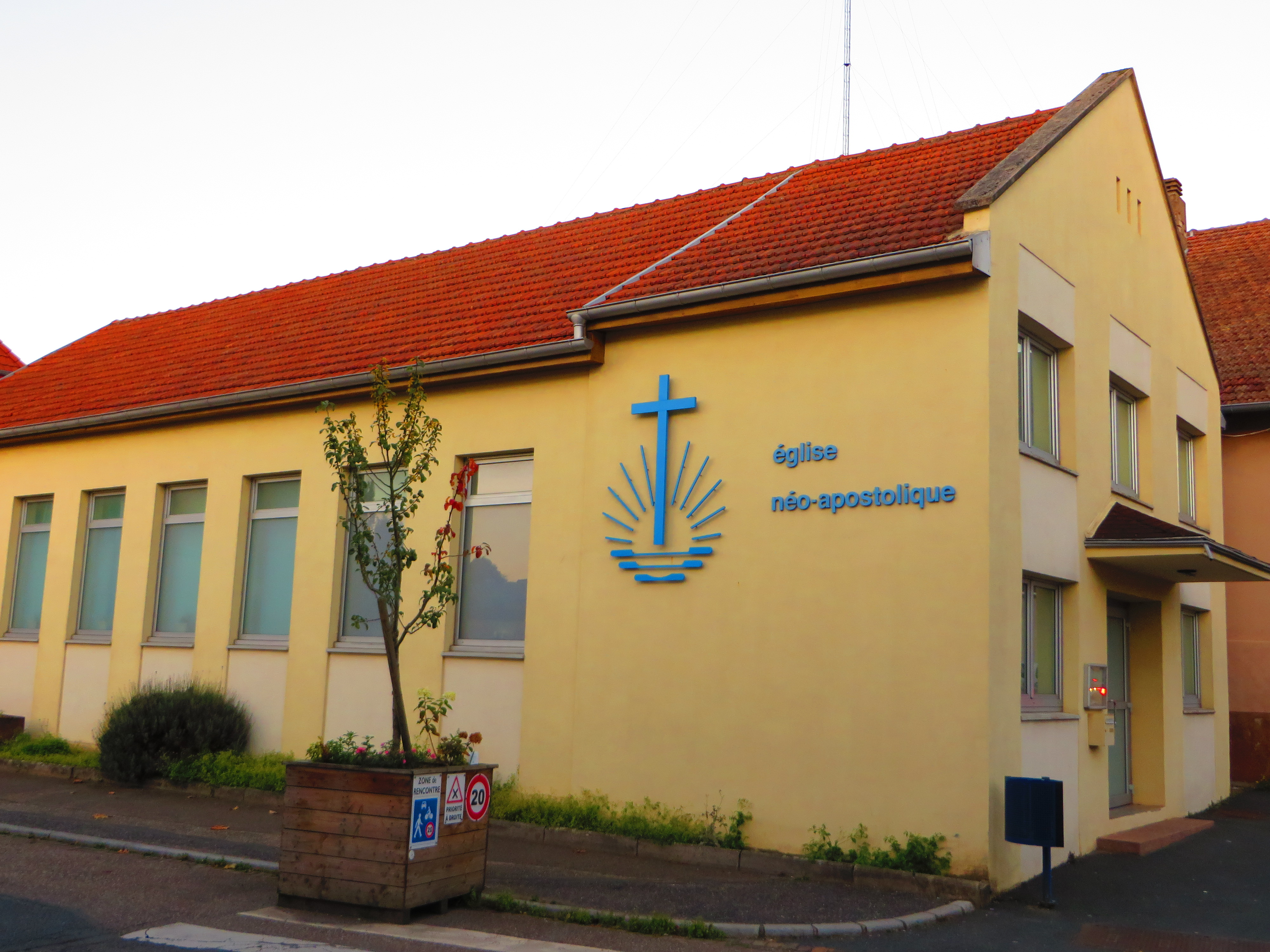
Église néo-apostolique.
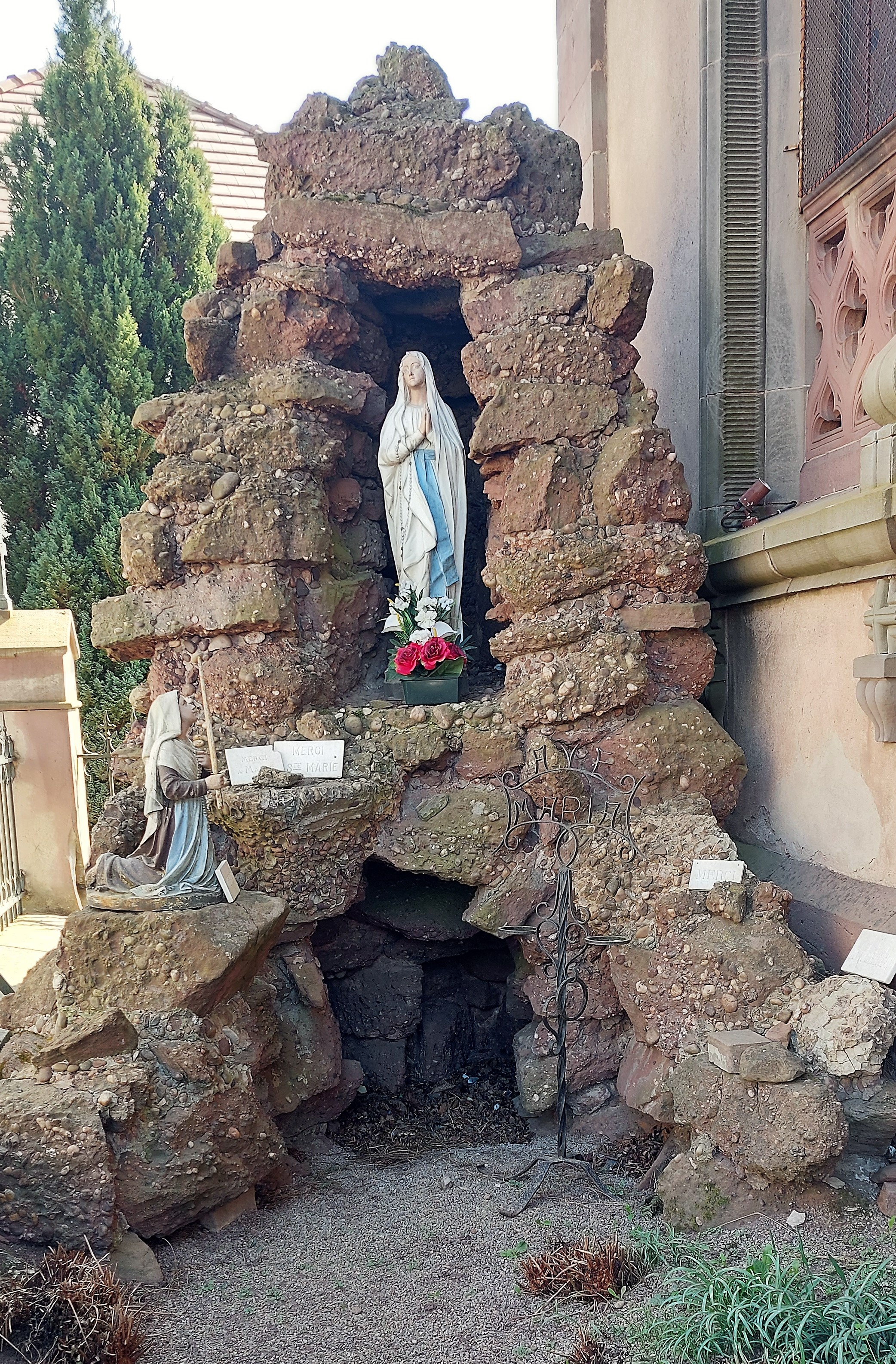
Grotte de Lourdes.
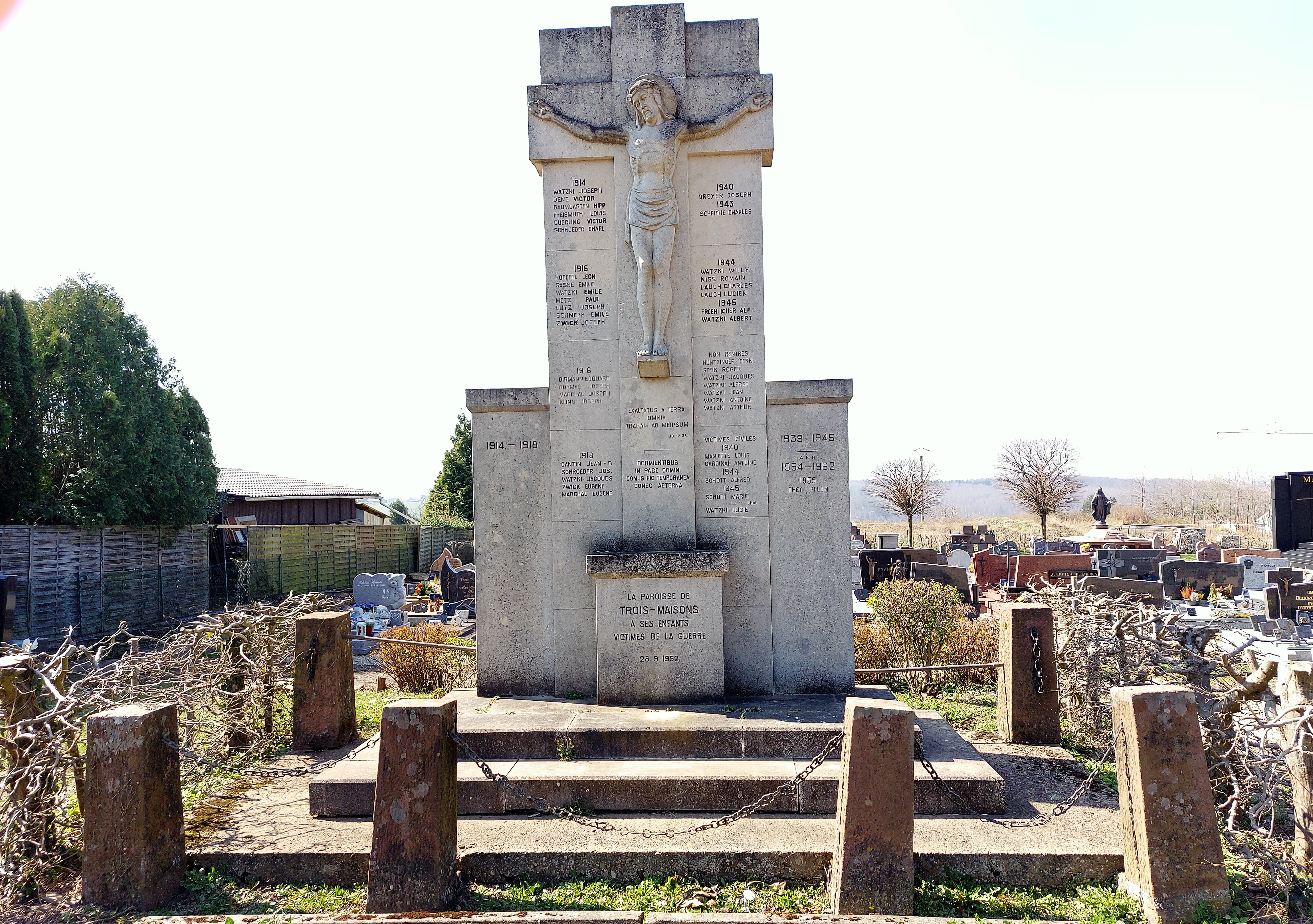
Monument aux morts de 14-18 et 39-45.

#### Espaces verts
Le sentier botanique du Brunnenthal,, d'une longueur d'environ 4 kilomètres, compte une trentaine de panneaux permettant de découvrir les principales essences des Vosges du Nord.

### Personnalités de la commune

#### Personnalités liées à Phalsbourg
- Alexandre Chatrian (1826-1890), écrivain.
- Alexandre Weill (1834-1926), banquier.
- Augustin Schoeffler (1822-1851), prêtre missionnaire des Missions étrangères de Paris, a étudié à Phalsbourg.
- Caroline Gerber (1973-),compositrice française, également violoniste, chanteuse lyrique.
- Charles Friedrich (1892-1979), homme politique français.
- Charles-Joseph Parmentier (1765-1843), homme politique français, maire de Phalsbourg.
- Christoph Theodor Aeby (1835-1885), anatomiste, anthropologue et universitaire suisse.
- David David-Weill (1871-1952), banquier.
- David Gruber (1825-1880), industriel français, chimiste de formation et diplômé de pharmacie.
- Émile Erckmann (1822-1889), écrivain français.
- Fatih Öztürk (1986-), footballeur professionnel.
- François Joseph Gérard (1772-1832), général français de l’Empire.
- Frank Beauvais (1970-), réalisateur, acteur et consultant musical .
- Georges-Jean de Palatinat-Veldenz (1568-1590), fondateur de Phalsbourg.
- Georges Mouton (1770-1838), général français de l’Empire.
- Gustave Koch (1936-), pasteur protestant et historien.
- Henri Rottembourg (1769-1857), général français de la Révolution et de l’Empire.
- Henriette de Lorraine (1606-1660), princesse de Saint-Avold, Lixheim et Phalsbourg.
- Jacob Metzinger (1768-1845), colonel français de la Révolution et de l’Empire.
- Jacques Libman (1827-1911), militant catholique et royaliste français.
- Jean-Baptiste-Adolphe Charras (1810-1865), militaire et homme politique républicain français.
- Jean-Baptiste-Michel-Louis-Gustave Uhrich (1810-1879), intendant général Inspecteur de l'Armée.
- Jean Duppelin (1771-1813), général français de la Révolution et de l'Empire.
- Jean-Jacques Alexis Uhrich (1802-1886), général de division français..
- Jean-Louis Soye (1774-1832), général de brigade du Premier Empire.
- Jean-Luc Berlet (1966-2018), philosophe.
- Joseph Alfred Micheler (1861-1931), général de division.
- Joseph Victorin Nevinger (1736-1808), général français de la Révolution et de l’Empire.
- Kalmus Calmann Lévy (1819-1891), cofondateur des éditions Calmann-Lévy.
- Lazare Isidor (1813-1888), rabbin de Phalsbourg, grand rabbin de France.
- Louis Dominique Munnier (1734-1800), général de division de la Révolution française.
- Marc Stenger (1946-), évêque catholique français.
- Mathieu Klein (1976-), homme politique.
- Mathilde Salomon (1837-1909), pédagogue et pionnière de l’éducation féminine.
- Michel Lévy (1821-1875), cofondateur de la maison d’édition Michel Lévy frères.
- Michel Seligmann (1739-1829), premier Grand-rabbin de Paris.
- Nicolas Krick (1819-1854), prêtre de Phalsbourg, puis missionnaire des Missions étrangères de Paris.
- Patrick Hetzel (1946-), homme politique et universitaire.
- Philippe François (1961-), théologien et pasteur luthéro-réformé.
- Philippe Klein (1957-), Directeur Général Adjoint du groupe Renault.
- Pierre Veltz (1945-), ingénieur, sociologue et économiste.
- Romuald Peiser (1979-), gardien de but, entraineur des gardiens.
- Sébastien Le Prestre de Vauban (1633-1707), ingénieur, architecte militaire, urbaniste, hydraulicien et essayiste français.
- Yann Schneider (1986-), footballeur.

### Héraldique
| Blason de Phalsbourg | Blason  | Parti : au 1er de sable à la croix d'argent, au 2e d'azur à la fleur de lis d'or. DevisePépinière des braves (c'est Napoléon Ier qui se plaisait à appeler Phalsbourg ainsi). |
| Blason de Phalsbourg | Détails | La ville de Phalsbourg utilise ces armoiries depuis le début du XVIIIe siècle. Elle adopta par erreur ce blason qui figurait dans l'armorial de la généralité d'Alsace de 1696 sous le nom de Philisbourg alors qu'il s'agissait en réalité de Philippsbourg, dans le pays de Bade. |
| Blason de Phalsbourg | Alias   | D'azur, à la forteresse donjonnée d'argent, sur le sommet de laquelle flotte un panonceau d'or, chargé d'un alérion de gueules. Les anciennes armoiries de Phalsbourg, c'est-à-dire les armes de 1608, sont un écu sur lequel on voit un château donjonné, surmonté d'un drapeau chargé d'un alérion. Les couleurs font défaut, mais il semble possible de les rétablir de cette manière. |